# Abadía de San Filiberto de Tournus
La abadía de San Filiberto de Tournus (en francés: Abbaye Saint-Philibert de Tournus) es un antiguo monasterio benedictino francés de fundación medieval situado en la pequeña ciudad de Tournus, en el departamento de Saona y Loira (región de Borgoña-Franco Condado). Muchas partes de este monasterio se conservan (refectorio, despensa, claustro, sala capitular, etc.), y su iglesia abacial es uno de los mayores monumentos románicos en Francia.
Saint-Philibert de Tournus ha sido objeto de múltiples protecciones bajo el título de monumentos históricos: una clasificación por la lista de 1840 para la iglesia de la abadía, una inscripción en 1927 para la tilería de Moutier y la torre del Tesorero, clasificaciones en 1928 para varios vestigios de la abadía (en particular los restos del antiguo recinto incluyendo la torre Quincampoix o Colombier, las dos torres de la Porte des Champs y la torre del Portier), una inscripción en 1930 para los vestigios del claustro y una clasificación en 1951 para la casa abacial, la casa de capítulo y el refectorio.
En 2014 se creó una asociación para solicitar su clasificación como Patrimonio Mundial de la UNESCO.
Catalogado como Monumento Histórico desde 1844, el edificio ha sido objeto de incesantes campañas de restauración: Questel (1845-1850), Ventre (1908-1915). Este último tuvo la idea de quitar los revoques que protegían todas las superficies y también quitar los últimos tirantes de madera (vigas) que, en la nave, rigidizaban las grandes arcadas así como los arcos fajones de las naves laterales, después de la construcción.
La iglesia de la abadía se convirtió en iglesia parroquial en 1802, y  actualmente es rector de Saint-Philibert de Tournus el padre Dominique Oudot, párroco de la parroquia de Saint-Philibert en Tournugeois.
En 2019, Tournus celebró el Mileniario de la consagración del altar del coro de la abadía.

## Historia
- En 175, los romanos establecieron un campamento fortificado en el sitio. Sirvió de alojamiento de las legiones y de los correos del Imperio.
- En junio de 177, inicio de las persecuciones contra los cristianos, especialmente en Lyon. Algunos huyeron hacia el norte, incluyendo a un tal Valeriano que se instaló en Tournus. Valeriano evangelizó en Tournus.
- En 178, san Valeriano fue decapitado. Está enterrado en el sitio de la cripta actual de la iglesia. La tumba del mártir se convirtió entonces en un lugar de recogimiento clandestino para los cristianos. Muy poco se conoce, y no queda material excepto un sarcófago, ahora depositado en la cripta. Como el sitio no ha sido objeto de una excavación exhaustiva, se ignora todo de los edificios que probablemente ocuparían una parte del asiento de la actual abadía entre el final de la Antigüedad y el final del período carolingio, casi medio milenio.
- En el siglo IV, probable construcción del primer oratorio sobre la tumba del santo después del edicto de tolerancia de Milán. (313)
- En el siglo VI, Gregorio de Tours ya mencionó la presencia de un santuario. El rey de Borgoña Gontran implantó una comunidad monástica en el lugar. Fue un monasterio de fundación real no dependiente de los poderes locales.
- En 731, las invasiones de los sarracenos remontaron el Ródano y el Saona. Es probable que dañasen el monasterio.
- El 19 de marzo de 875, la abadía de San Valeriano y sus dependencias, así como la ciudad de Tournus y su castrum fueron donados por el emperador Carlos el Calvo a la comunidad de monjes de la abadía de San Filiberto de Noirmoutier. Los monjes habían huido desde 836 para protegerse de las invasiones vikingas. Habían depositado inicialmente las reliquias de san Filiberto en la abadía de San Filiberto de Grand-Lieu antes de continuar después de 847 sus peregrinaciones hacia el este para encontrar un refugio.
- En mayo de 875 los monjes de San Filiberto se establecieron cerca de los monjes de San Valeriano. Aportaron las reliquias de san Filiberto. El emperador confirmó a los monjes el privilegio de elegir a su abad.
- Entre 889 y 1316, a los abades se les concedió el derecho de acuñar moneda.
- De 928 a 946, abadiado de Aimin.
- En 936-937, invasiones húngaras que dañaron los edificios .
- En 960, elección del abad Etienne que es considerado por tradición como el primer constructor de la abadía.
- 979, traslado de las reliquias de san Valeriano del sarcófago al altar del fondo de la cripta. El cuerpo de san Filiberto fue depositado en el coro: surgió un conflicto en este sentido con los seguidores de san Valeriano. El problema fue resuelto con el depósito del cuerpo de Valeriano en la cripta.
- 980 a 1008, abadiado de Wago.
- El 16 de octubre del 1006, un incendio obligó a construir nuevos edificios en la abadía y a restaurar la cabecera de la iglesia. La mayor parte de los edificios del monasterio datan de los siglos  XI-XII.
- Entre 1008 y 1028, elección del abad Bernier. Emprendió la reconstrucción, comenzando por la cabecera, las cinco capillas radiales y el transepto, con un ábside semicircular orientado en cada brazo .
- El 29 de agosto del 1019, consagración del coro de la iglesia por los obispos de Chalon y de Mâcon.
- Entre 1028 y 1056, san Ardain fue elegido abad de Tournus. Modificó el proyecto de reconstrucción e hizo emprender la antenave (nártex) hacia el oeste y construyó la capilla superior (Saint-Michel).
- Entre 1030 y 1033, una terrible hambruna diezmó a la población.
- De 1066 a 1108, construcción de las bóvedas de la nave central durante el abacíado de Pedro I (1066-1105)..
- Antes de 1114 y después de 1120, abadiado de Francon de Rouzay.
- El 11 de febrero de 1120, consagración de nuevas construcciones por el papa Calixto II. Dos torres, una sobre el crucero y la otra al norte de la fachada, fueron añadidas a continuación.
- En 1140, traslado de las reliquias de san Ardain en la iglesia.
- La sala capitular se reconstruyó en el siglo XIII.
- En 1339, construcción de la capilla del Santo Sacremento en la nave lateral izquierda por Geoffroy de Berzé.
- En 1425, construcción de otras dos capillas en la nave izquierda y de la capilla de San Vincente.
- El domingo 14 de abril de 1482, visita del rey Luis XI haciendo una peregrinación a Saint-Claude.[4]
- En el siglo XV, el palacio abacial actual fue construido.
- En 1498, la abadía fue dada en comienda.
- En 1562, la abadía fue saqueada por los hugonotes.
- La abadía fue suprimida en 1627. Los monjes fueron reemplazados por un colegio de canónigos.
- En 1722, el pavimento de la iglesia fue rehecho.
- El colegio de canónigos fue suprimido en 1785.
- La iglesia se convierte en una propiedad comunal en 1790.
- En 1802, la iglesia fue devuelta al culto.
- De 1841 a 1851, restauración de la iglesia por el arquitecto Charles-Auguste Questel y reconstrucción del portal de entrada de la fachada occidental, de la escalera helicoidal de la capilla de San Miguel.
- Entre 1908 y 1915, el servicio de los Monumentos Históricos hizo un decapado general del interior (arquitecto Ventre).
- 12 de abril de 1927: inscripción por decreto de la rorre del Tesorero y de los edificios claustrales.
- 29 de abril de 1928: clasificación por decreto de los restos del antiguo recinto incluyendo la torre Quincampoix (o du Colombier) y la parte de la cortina contigua al este.
- 23 de octubre de 1928: clasificación por decreto de los restos de la antigua cortina contigua al oeste, e la torre norte de la entrada, de la torre sur de la entrada y de la torre conocida como du Portier.
- 29 de enero de 1932: inscripción por decreto (al título de la ley del 2 de mayo de 1930) el jardín público de la Légion d'honneur (plaza de la abadía).
- 28 de mayo de 1951: clasificación por decreto de la casa abacial, de la sala capitular, del refectorio de los monjes y de las dos antiguas bodegas conocidas como Les Grandes Caves.
- 19 de diciembre de 1999: ceremonia de consagración por monseñor Raymond Séguy del nuevo altar de la abacial (debido al artista georgiano Goudji).
- 2000: protección del centro histórico bajo el título de «secteurs sauvegardés».
- 2005: El número de visitantes se estima en 300 000 (estadísticas del  Comité régional du tourisme).
- 2019: celebración del Milenario de la consagración del altar del coro de la abadíal.[5]
- 2020: el número de visitantes anuales se acerca a 200 000.[6]

## Descripción de la abacial
Monumento complejo, la iglesia abacial de Tournus consiste en una cripta, ella misma compuesta de varios espacios, de una planta baja que comprende un coro con deambulatorio con cuatro capillas radiantes, un transepto de capillas orientadas, una nave de tres tramos aumentada por dos capillas al norte, y finalmente una antenave de tres tramos también. Esta última también comprende además una planta, con tres tramos superpuestos a los anteriores. Hay tres torres, de las cuales dos son del siglo XII, y la tercera es aún más antigua. 
Toda la iglesia está cubierta con tejas onduladas, excepto las dos torres del siglo XII, que tienen flechas piramidales cubiertas de tejas planas. La teja ondulada ha reinado en San Filiberto desde su construcción. Lo mismo sucede con la mayoría de las casas de la antigua ciudad de Tournus; es aquí donde finaliza, en el norte, la zona del Ródano, donde se utiliza este modo de cobertura, con una pendiente muy baja. Al norte de la ciudad se encuentran los empinados techos cubiertos con tejas planas.

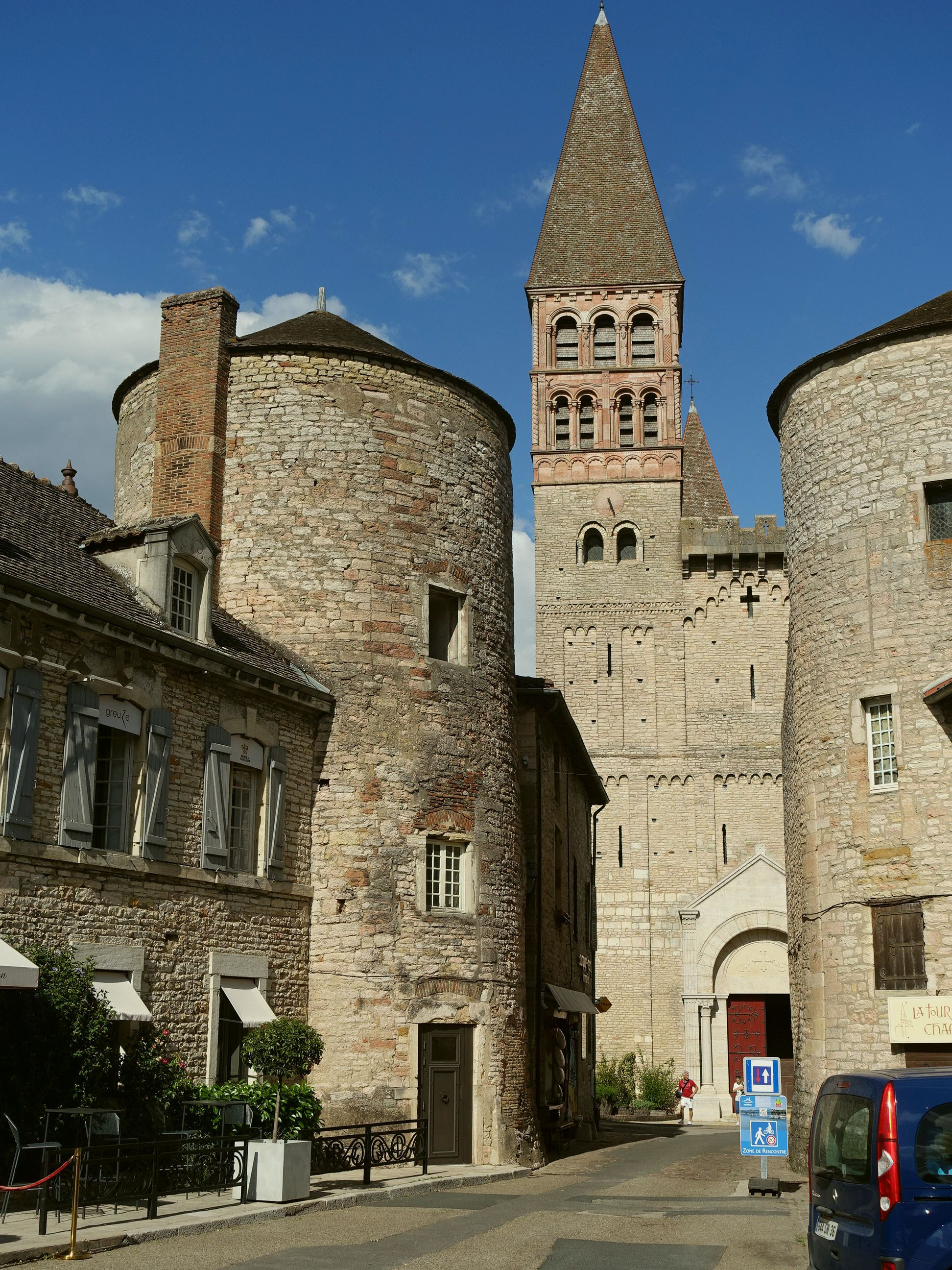
Lado oeste: la fachada.
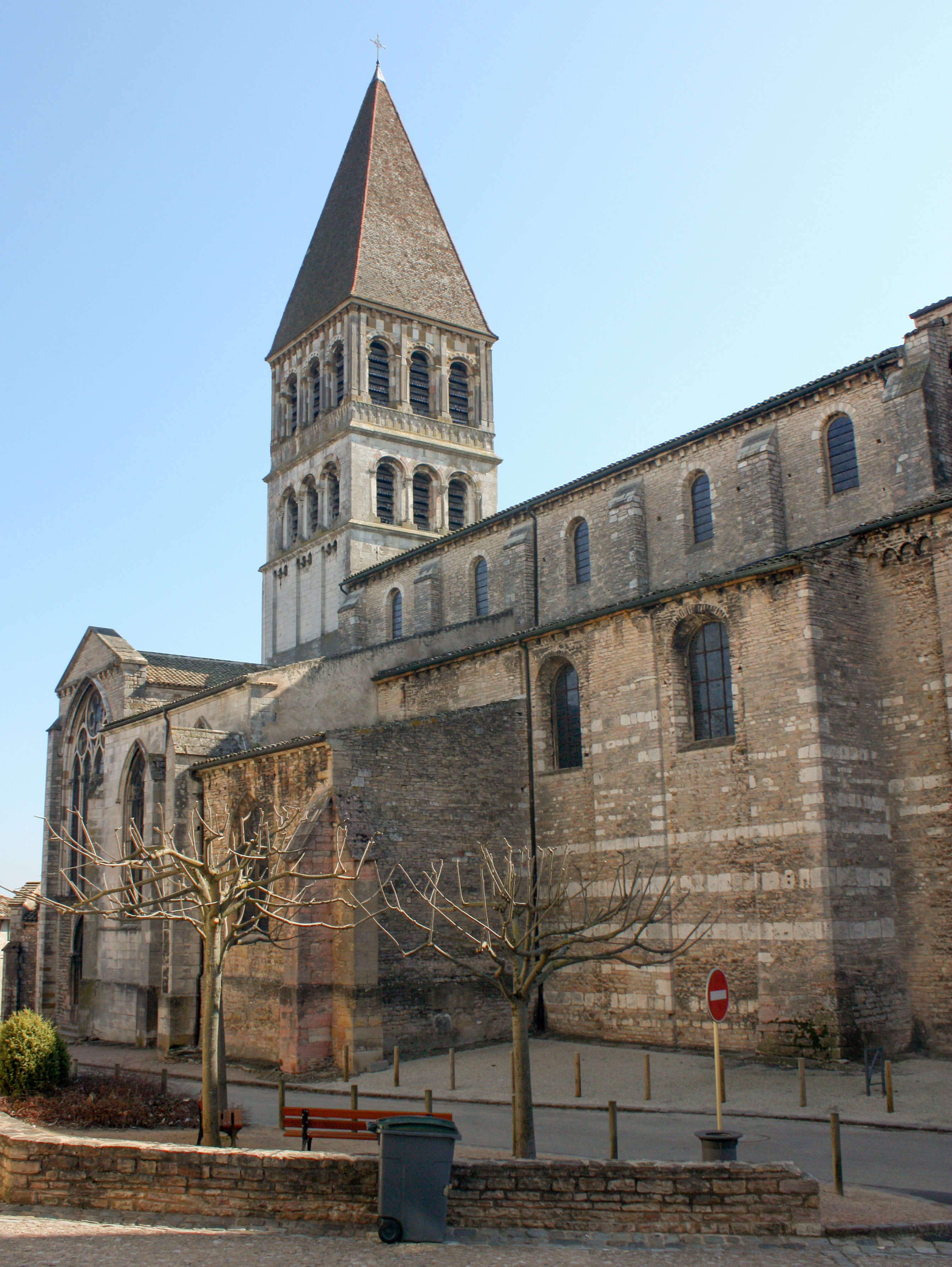
Lado norte: la torre del transepto
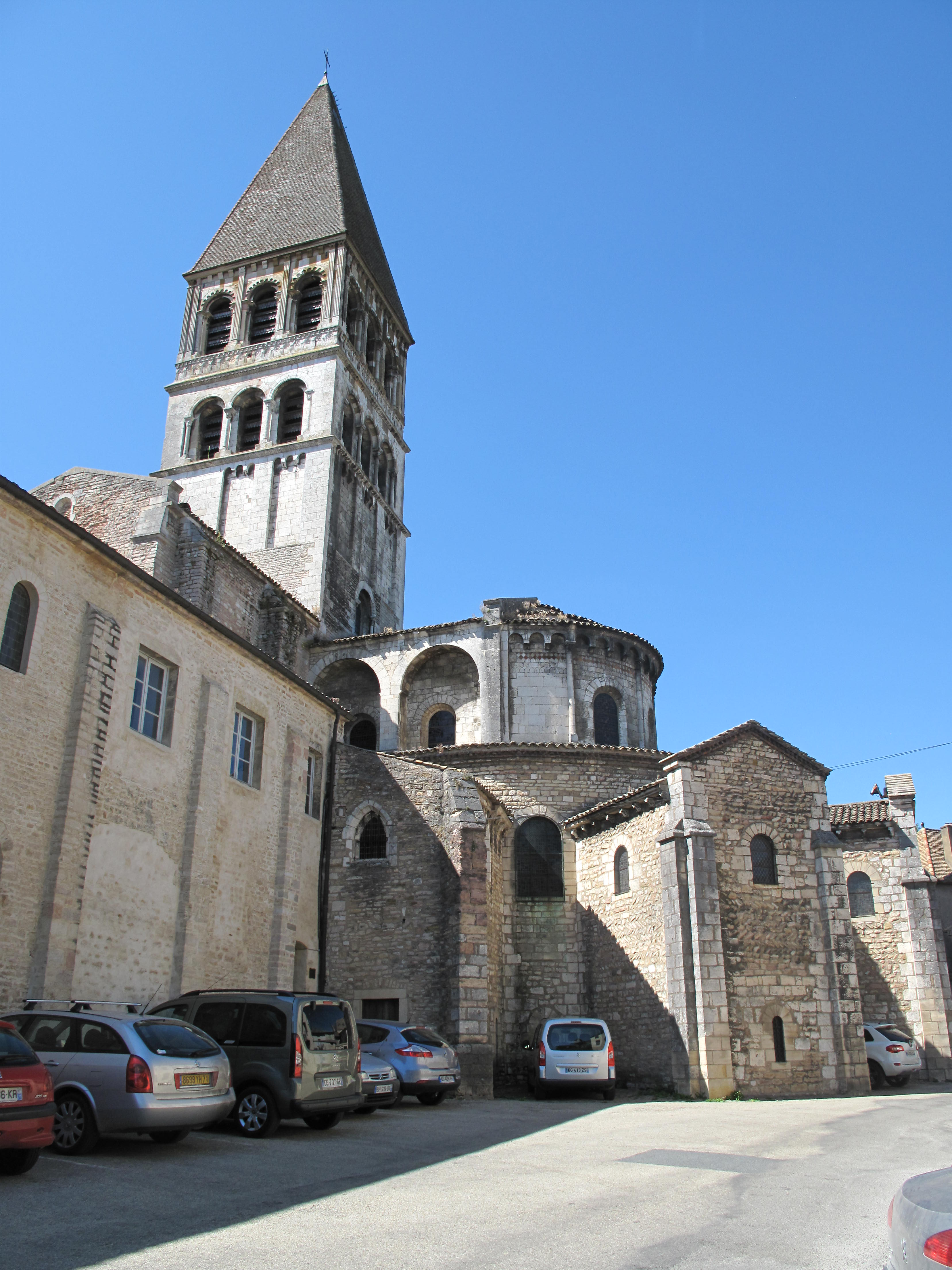
Lado este: el ábside
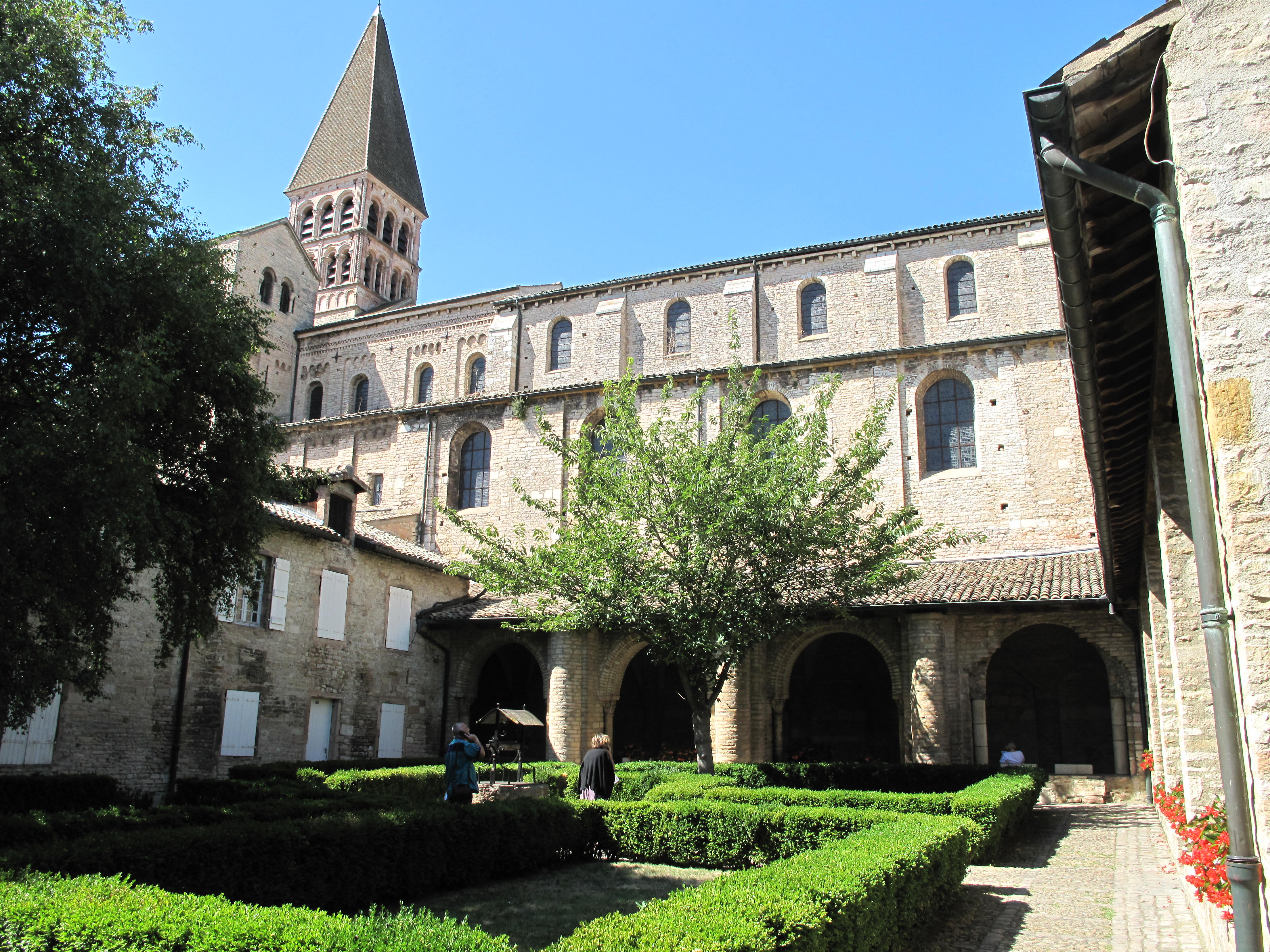
Lado sur: el claustro
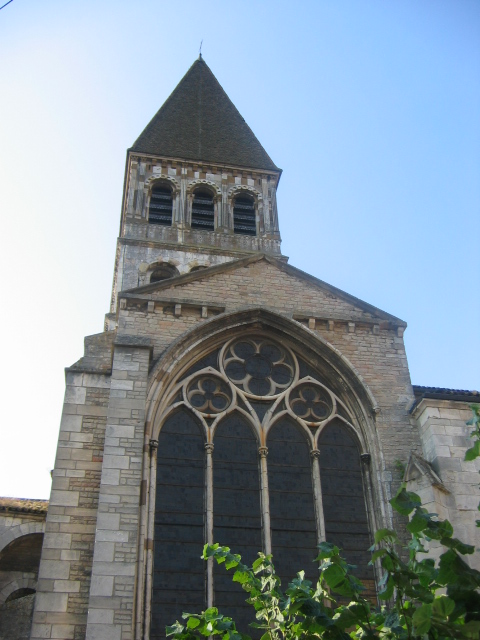
Fachada del transepto norte
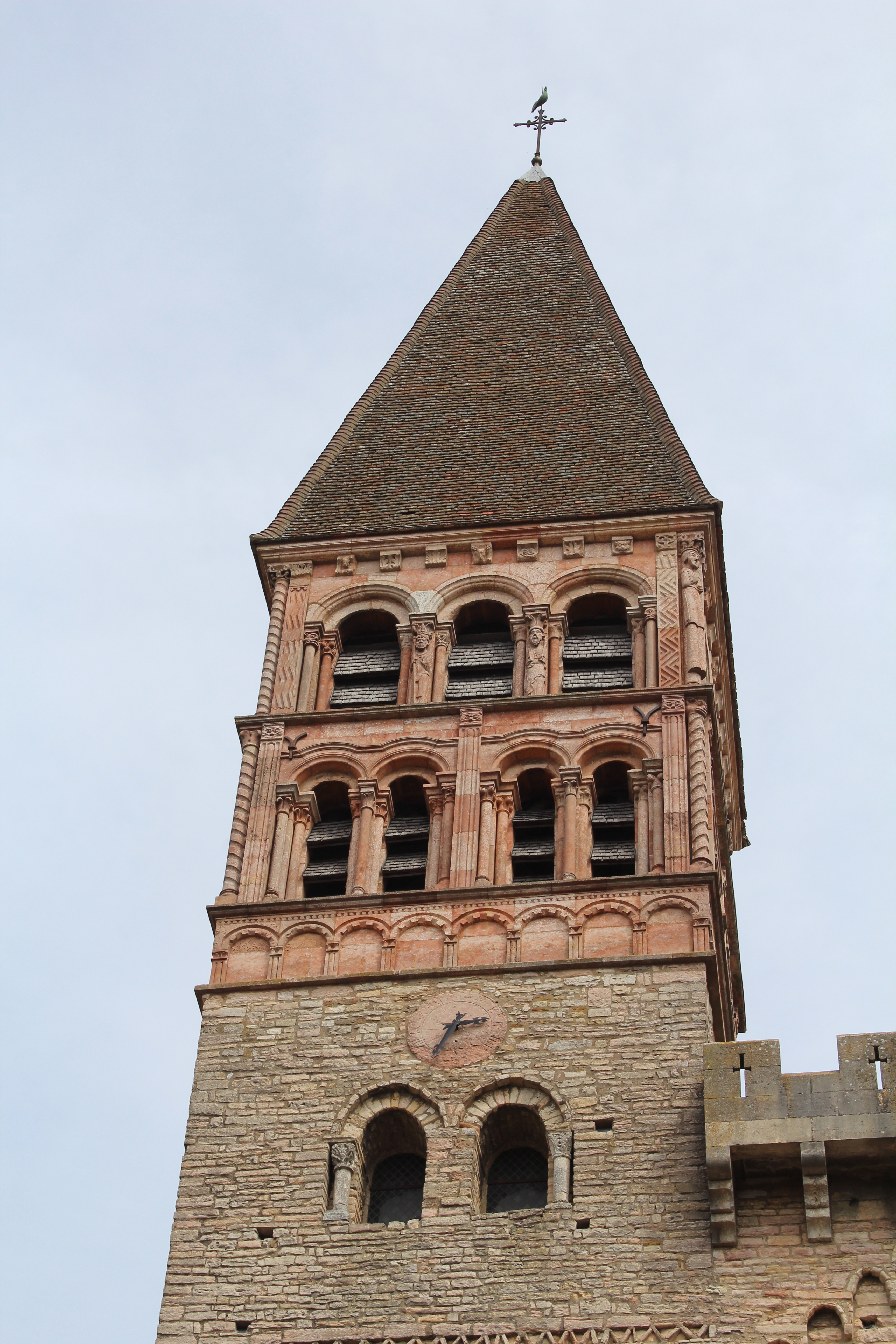
Detalle de la torre de fachada
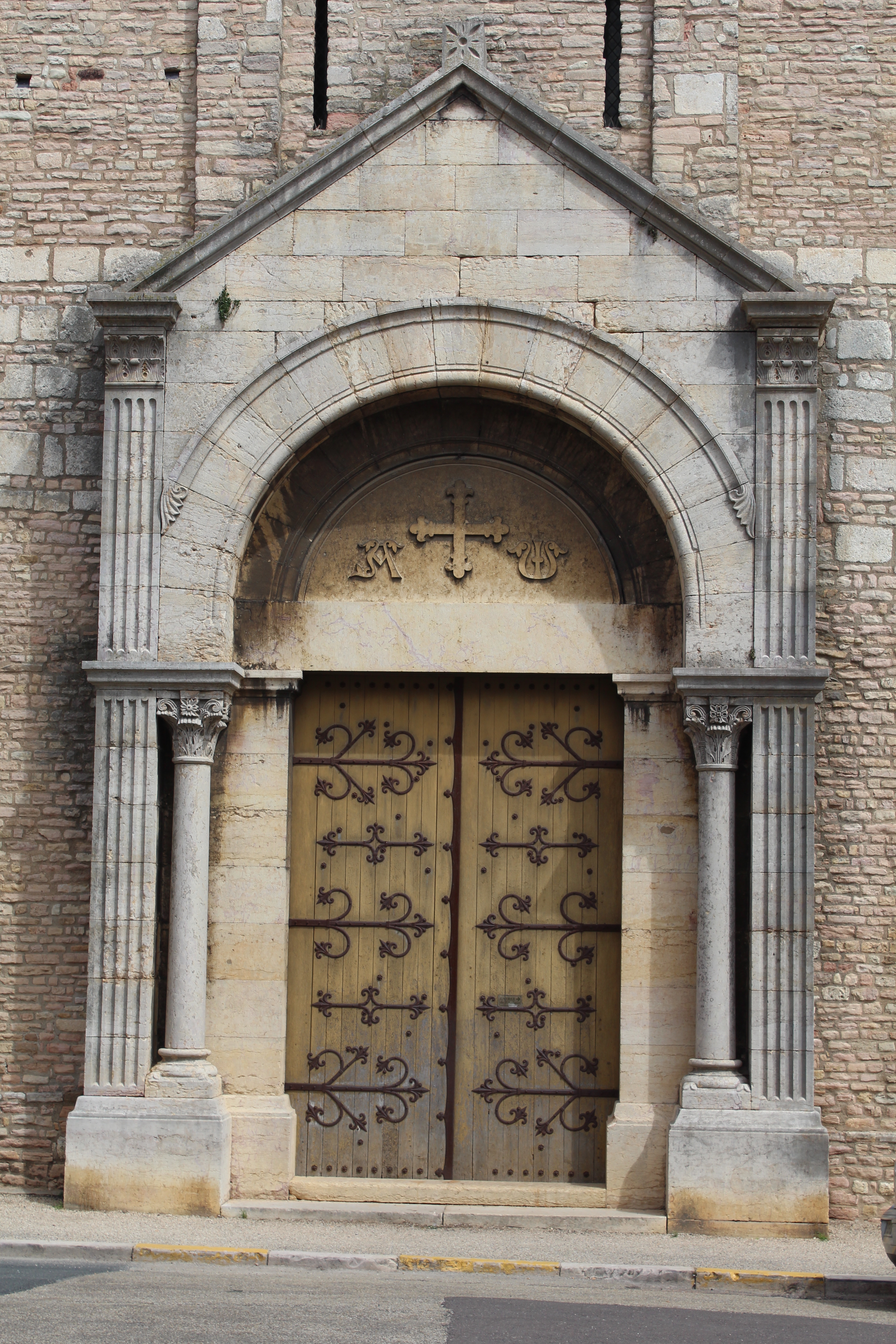
Detalle del pórtico de entrada

.

### La cripta

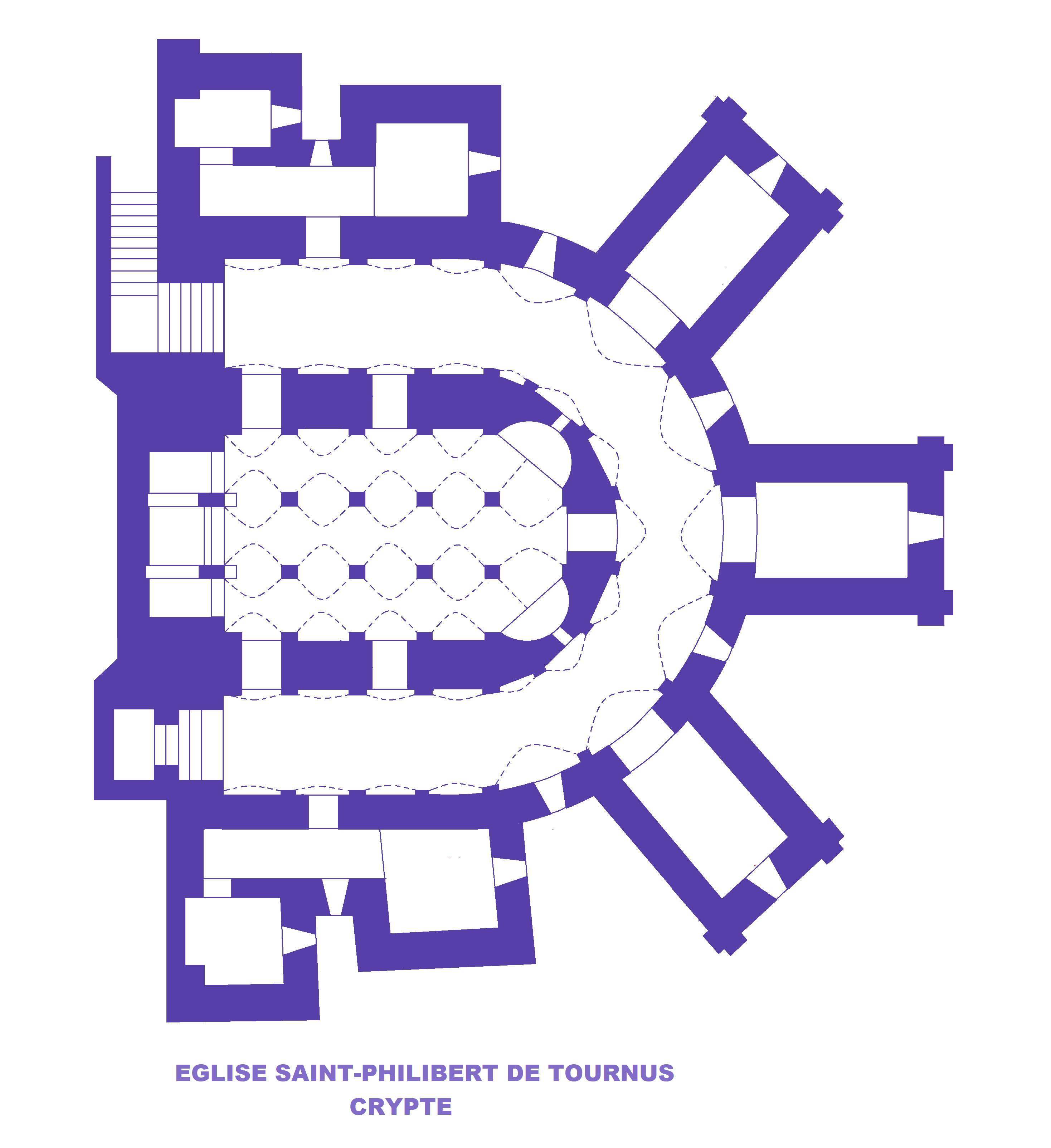
Planta de la cripta.

El acceso a la cripta se hacía originalmente por dos escaleras que permitían un recorrido procesional de sentido único. El meridional que había estado amurallado, ahora es accesible solamente por el que se hunde en el suelo del brazo norte del transepto. La cripta prácticamente no está enterrada, pues la iglesia está dispuesta sobre un terreno que desciende hacia el Saona. Esta cripta se compone de varios espacios contiguos y estructurados para la circulación litúrgica; es una de las más antiguas de este género.

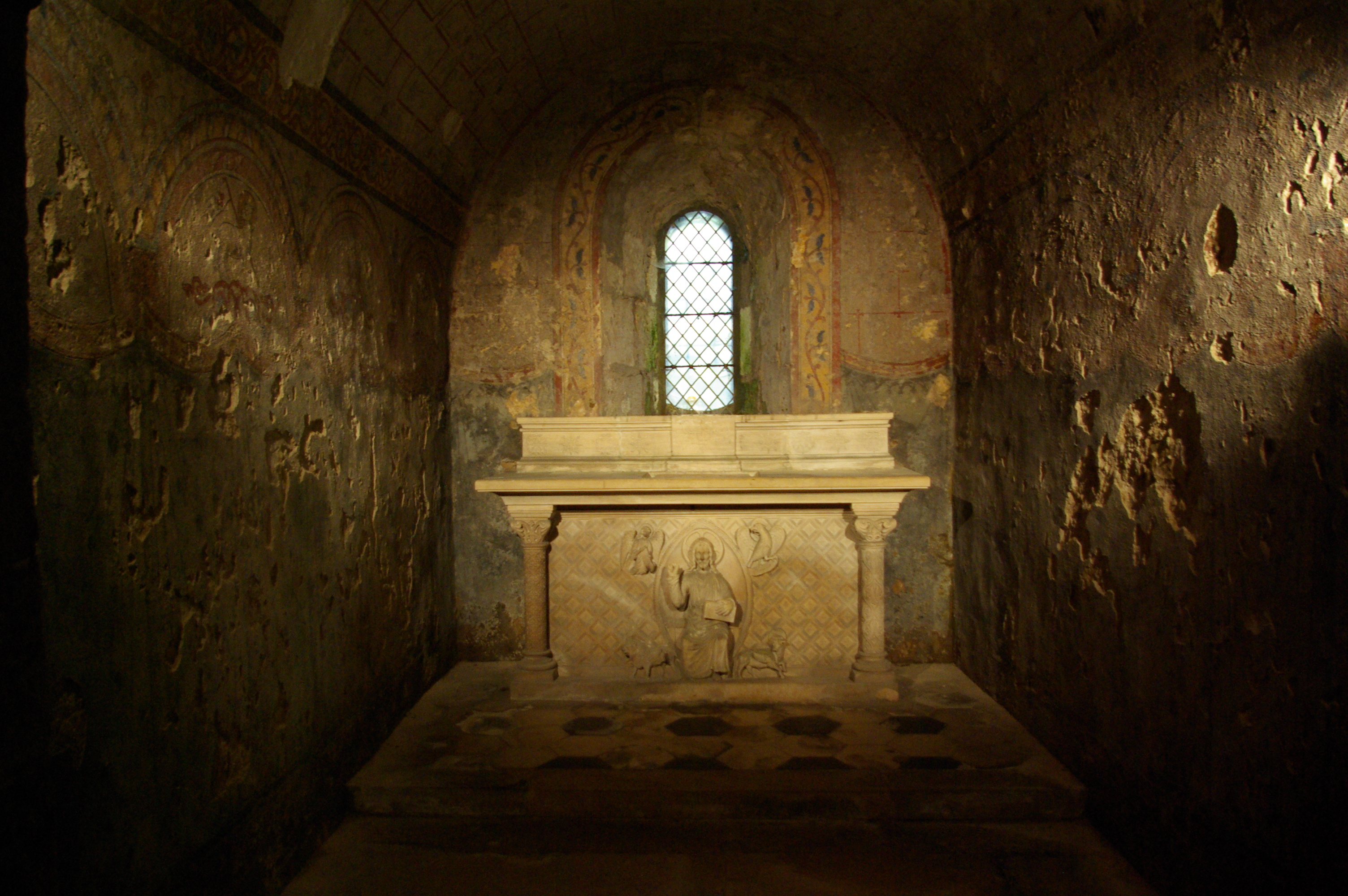
Pinturas murales en la cripta

Exteriormente, los muros de la cripta están realizados con pequeños mampuestos tomados con mucho mortero. Tienen piedras reutilizadas y asientos en espina de pescado (opus spicatum). En el interior, las bóvedas cubren la totalidad del espacio de la cripta. Con excepción de las capillas, estas bóvedas están en bruto de encofrado. El mortero ha conservado la huella de las planchas que cubría los moldes e incluso algunos fragmentos de madera. Los bloques de medio aparejo blancos que se observan en muchas partes del edificio (nave, antenave y todos los paramentos interiores de la cripta) podrían ser reempleos de un estado anterior de la abacial, estado del que la cripta podría, ella misma, ser un vestigio.

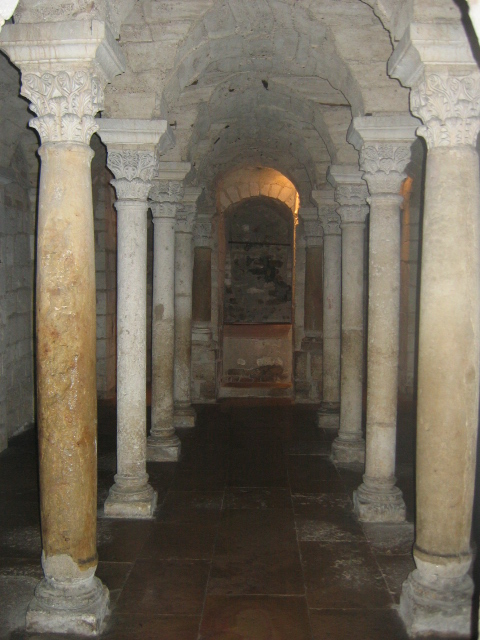
Las columnas entasiadas, en la primera planta, son de origen romano.

En medio de la cripta hay una sala central con tres naves abovedadas de la misma altura, sostenidas por dos filas de cinco columnas y los muros del perímetro. Este abovedamiento soporta el coro de la iglesia. En cada extremo, los pares de columnas curvas son reutilizaciones romanas de procedencia desconocida, retalladas a lo largo. Los tres pares de columnas centrales, cilíndricas, en caliza blanca, son, por contra, medievales. Esta sala está en gran parte abierta a un deambulatorio, que la circunscribe, por cinco puertas y dos pequeñas huecos. Hacia el este, en el eje, se encuentra una de estas cinco puertas, a cada lado de las cual hay dos pequeñas nichos-ábsides cóncavos, ahuecados en el espesor del muro perimetral y cada una perforado por un pequeño hueco abriendo al ambulatorio. Esta sala central retoma exactamente la planta de la cripta de la iglesia de Saint-Philibert en Noirmoutier, en la misma escala.
Al oeste de esta sala, profundizado bajo el crucero del transepto, se encuentra un pozo bastante profundo, que se encuentra en el centro topológico de la iglesia.
El deambulatorio inferior está iluminado por cuatro vanos que se abren entre las capillas radiantes. Da acceso, a través de tres aberturas, a tres capillas radiantes, al este. Estas capillas son de planta rectangular, con cabecera plana, y abovedadas en cañón. Cada una es iluminada por una ventana. La capilla axial contiene ahora el sarcófago atribuido a Valeriano, un mártir del siglo II, cuyas reliquias fueron destruidas por los protestantes en el siglo XVI. Este sarcófago no tiene ninguna inscripción ni decoración. Falta la tapa. En las secciones rectas del ambulatorio se encuentran, al norte y al sur, dos puertas que conducen a un corredor, paralelo al ambulatorio, que une dos pequeñas capillas: las occidentales están por debajo de las capillas orientadas del transepto. Los dos corredores y estas cuatro capillas están cada uno iluminados por un pequeño hueco. En total hay, por lo tanto, al nivel de la cripta, 7 capillas, todas accesibles por el deambulatorio inferior.

Cripta de la abacial
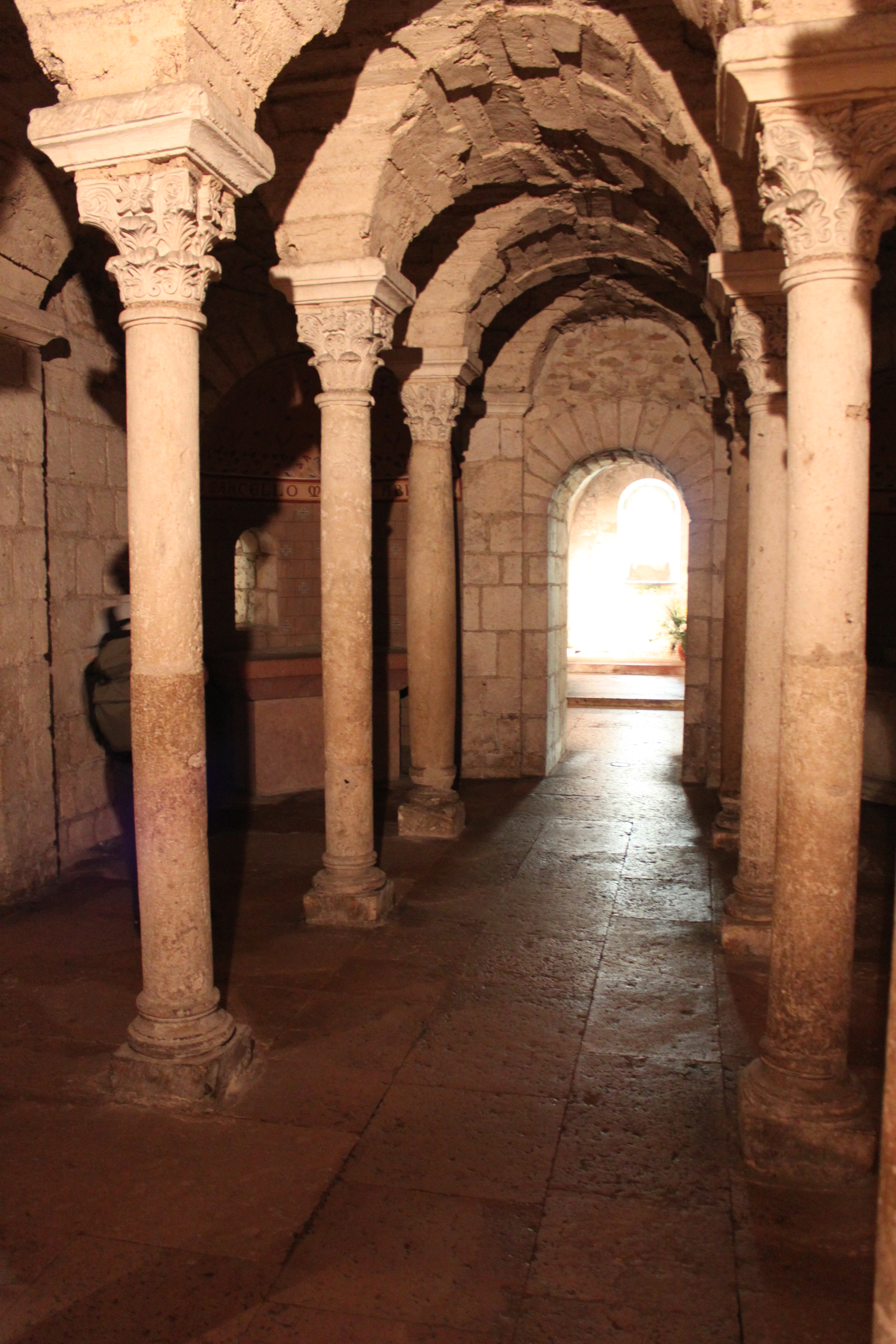
Columnas
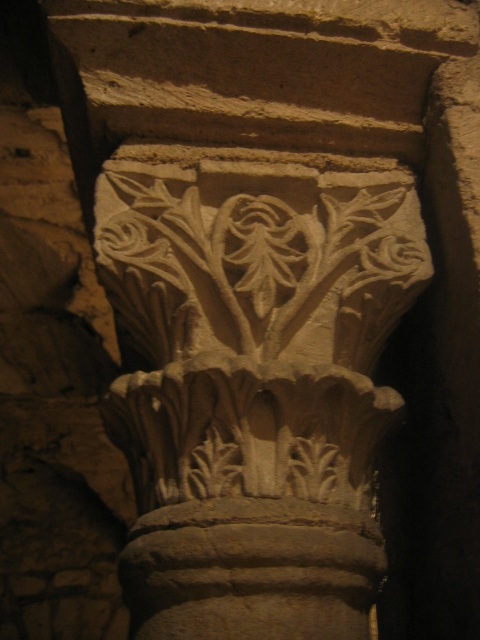
Capitel
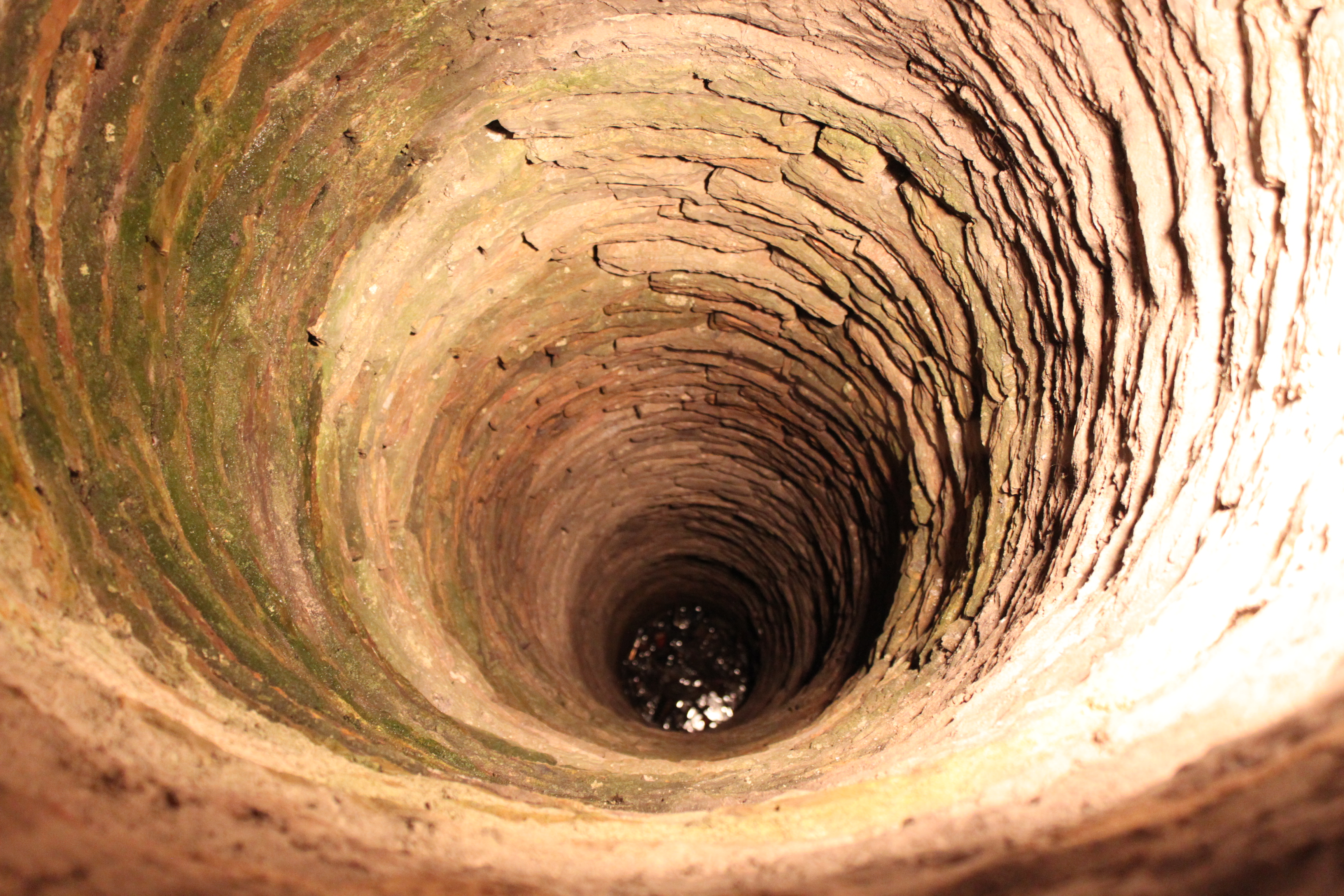
Pozo de la cripta
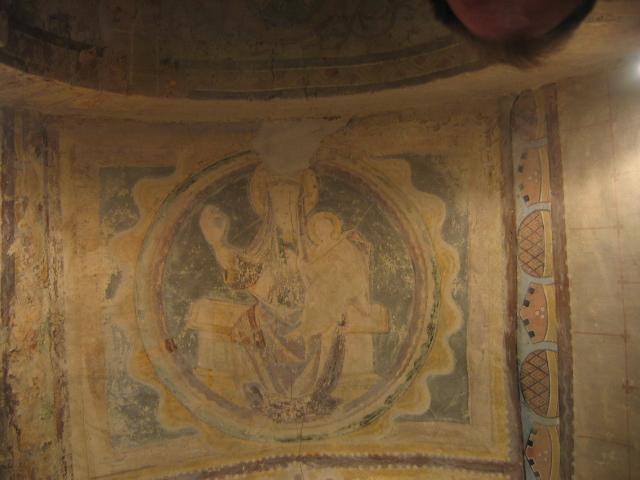
Frescos de una de las capillas

### Planta baja del nártex/westwerk

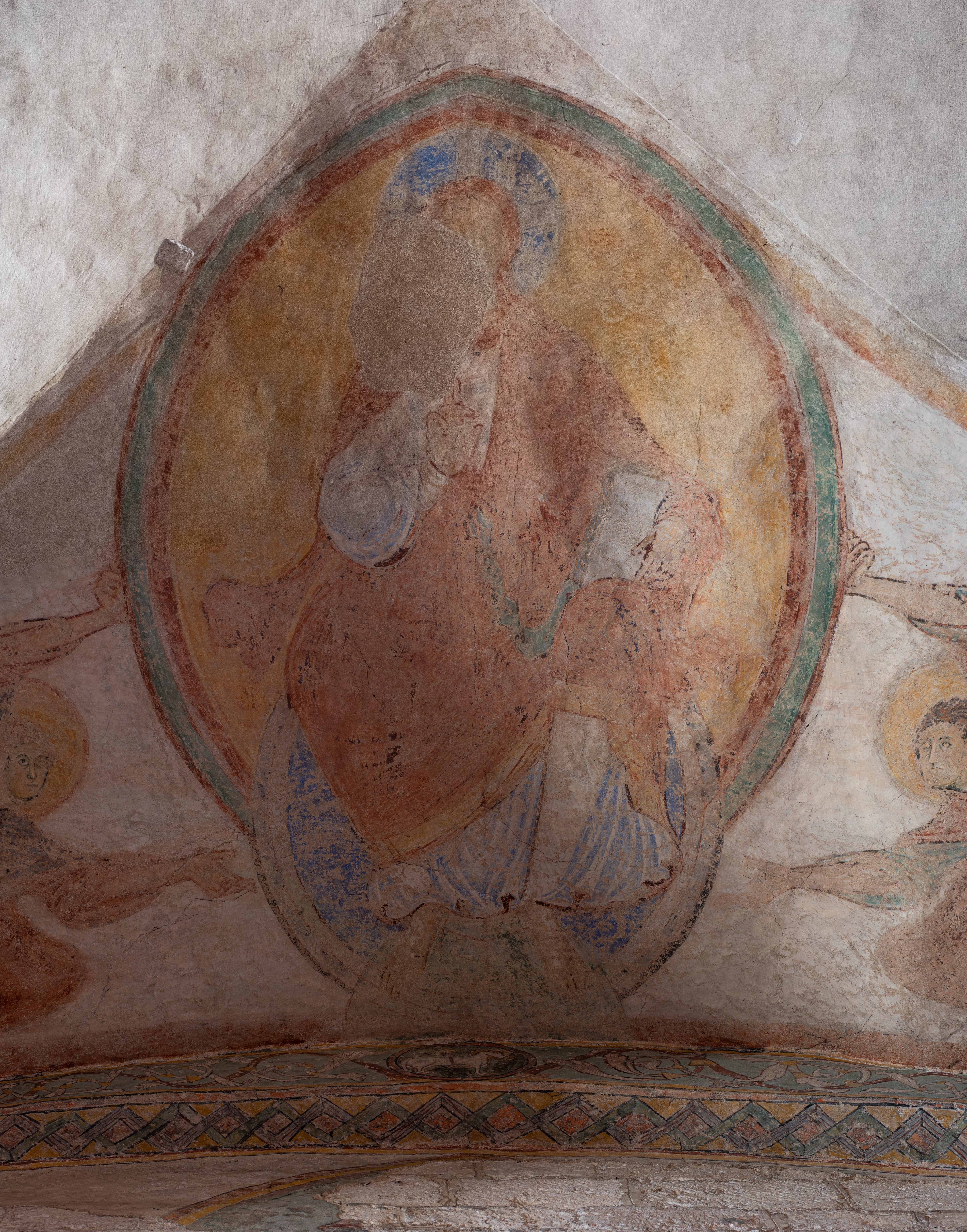
Fresco bóveda westwerk

a planta baja de la nave delantera es una sala de planta rectangular subdividida en tres naves de tres tramos cada una. Esta habitación está tenuemente iluminada y tiene siete puertas, dos de las cuales ahora están tapiadas. La gran puerta occidental, en medio de la fachada, es una reconstrucción del siglo XIX. El suelo es un empedrado con numerosas losas funerarias que datan del siglo  XII al XVIII. Cuatro de ellos, además, tienen forma circular y dos son ovalados.
Los apoyos de la bóveda de piedra son, como en la nave, columnas de medio punto y semicolumnas encastradas en los muros circundantes. Todo está construido en pequeños escombros, incluidos los arcos, donde la elección de materiales planos y calibrados en color rosa parece querer imitar al ladrillo. Los pilares no tienen base, hundiéndose directamente en el actual empedrado, pero parece que el primitivo terreno fue allanado en el siglo XVIII por un terraplén, unos 55–60 cm por encima del primitivo nivel. Los basamentos quedarían por tanto sumergidos en el suelo actual, y la impresión se distorsionaría, siendo la estancia originalmente más alta. Los pilares rematan en la parte superior con simples travesaños de doble voladizo. Todos los arcos son de medio punto.
Debido a la presencia de un piso, todas las bóvedas de esta planta baja culminan prácticamente a la misma altura. En las naves laterales reinan las cunas transversales mientras que la nave central está abovedada con crucería. El sistema de bóvedas se invierte, por tanto, con respecto a la nave, descrito anteriormente. El contrafuerte occidental está asegurado por el peso del suelo, sin contrafuerte. Los contrafuertes norte y sur serían innecesarios, ya que las bóvedas de cañón transversal no empujan en estas direcciones. Al este, un macizo sobreengrosado y el peso de las murallas juegan el mismo papel.

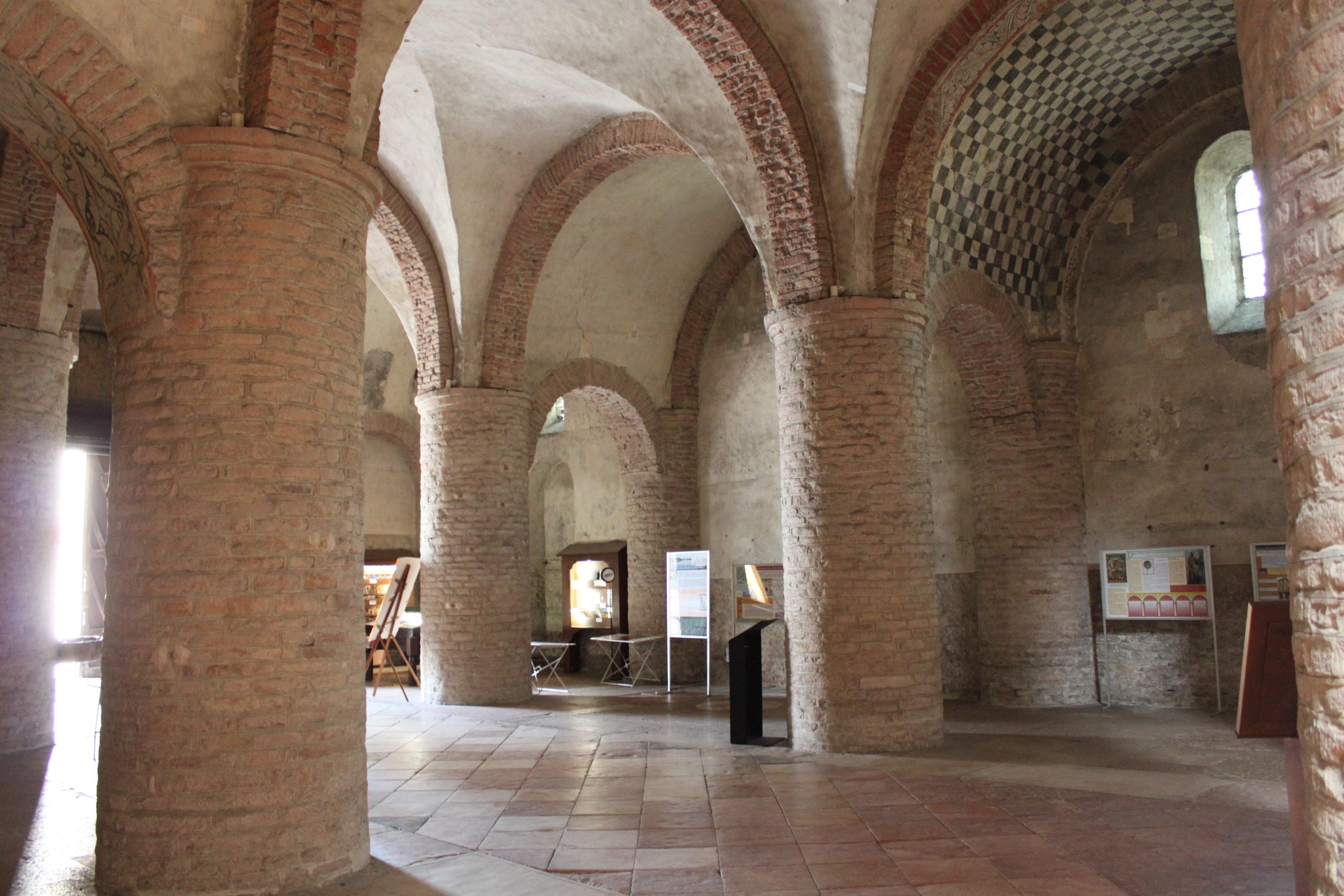
Nártex

La sutura con la nave es enigmática. En el centro hay una gran puerta, construida íntegramente en blanco medio, cuyas hojas de madera han desaparecido, pero cuyas bisagras permanecen. A los lados, dos amplios pasajes abiertos no conservan, sin embargo, ningún rastro evidente de un sistema de cierre. También hay que señalar que los pilares encajados en este muro lo atraviesan y sobresalen por el fondo de la nave. Sobre las bóvedas quedan pinturas, todas posteriores a la construcción.

Fresco muro izquierdo oriental westwerk

Esta planta baja es un pastiche, es decir una copia, a escala reducida (alrededor de 1:5), de la famosa basílica de Majencio construida en Roma hacia el 310-320. La réplica es exacta en proporciones, tanto en planta como en alzado, salvo la altura de las naves laterales. Este último, de hecho, tuvo que ser llevado casi a la altura del vaso central, para recibir el piso del piso. Por otro lado, hay una transposición completa en cuanto a los materiales, ya que la basílica de Maxentius estaba hecha de hormigón revestido de ladrillo y cubierta con una inmensa obra sectil de mármol, todos los materiales reemplazados en Tournus por la única piedra caliza recubierta con la cal y cubierto de cal. El sistema de bóvedas (descrito anteriormente) también se toma de la Basílica de Majencio, así como los contrafuertes de las torres en el lado oeste. Muchas veces copiada hasta nuestros días, la basílica de Maxentius nunca ha sido sin embargo tan literalmente como en Tournus. La presencia en Tournus de una réplica de la basílica de Maxentius y Constantine se explica con toda probabilidad por la creencia, entonces bien establecida, de que la visión celestial que se apareció al ejército de Constantino, seguida de un sueño nocturno de este último, había tenido lugar en 312 alrededor de Chalon-sur-Saône, cuando Constantino descendía sobre Roma para luchar contra su rival24. Este punto de inflexión decisivo en la historia de la cristiandad, ocurrido en Chalon, realzó con particular brillantez a los primeros evangelizadores de esta región, San Marcelo y San Valérien.

### El coro y el mosaico
El coro repite la planta de la cripta. Hay también, alrededor del santuario, un deambulatorio, alrededor del cual irradian cinco capillas. A excepción de la bóveda de horno del ábside y de la cúpula del crucero, todo este nivel (transepto, coro, deambulatorio y capillas) está abovedado en medio cañón.
Las capillas, superpuestas a las de la cripta, tienen también la cabecera plana. La capilla axial, anteriormente dedicada a san Pourçain, es hoy la capilla San Filiberto. Está cerrada por pesadas rejillas, que hasta hace poco protegían las reliquias del santo patrono. A finales del siglo XX, la cabeza trepanada de San Filiberto fue robada; se espera que algún día sea recuperada y repuesta en su venerable tumba de Tournus. Desde la última restauración de 2000, las reliquias que quedan de Filiberto han encontrado, en el santuario, el lugar que sin duda fue el suyo durante parte de la Edad Media. Están cerrados en un relicario moderno.

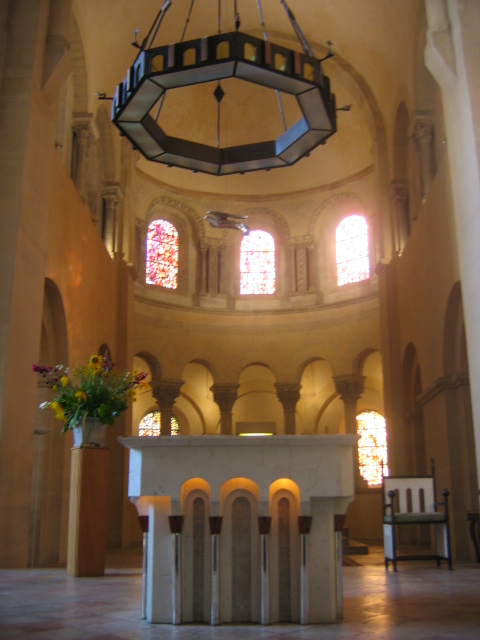
Coro de la abacial

A la izquierda de la capilla axial está la capilla San José. A su derecha, la capilla del Cura de Ars, antigua capilla de Saint-Pierre. La pequeña capilla norte es hoy la capilla de la Agonía. Su correspondiente, al sur, hace las veces de sacristía.
El deambulatorio superior se superpone al de la cripta; partiendo del transepto, discurre por los dos tramos rectos del coro, realiza un cambio de sentido y vuelve al transepto. El muro interno de su parte curva está formado por un muro bajo sobre el que se desarrolla la arcada de la glorieta del coro; el muro exterior tiene una bancada, interrumpida por los accesos a las capillas radiantes, sobre el que descansan columnas enyesadas contra el muro y que soportan una arcada. Este arcada enmarca alternativamente los tramos de iluminación directa del deambulatorio y las aberturas de las capillas. Esta parte se atribuye al inicio del siglo XI y los capiteles de la arcada son de estilo arcaico corintio. Los capiteles de la rotonda, por su parte, fueron extensamente restaurados en el siglo XIX.
El piso del deambulatorio superior se cubrió con un espléndido mosaico (final del siglo  XII) que representa los signos del zodíaco y los meses del año alternativamente, simbolizados en medallones circulares. Este suntuoso solado del suelo fue desgastado por la circunvalación de los peregrinos alrededor de las reliquias. Sigue la trayectoria del sol, estando los medallones de primavera en el este, los del verano en el sur, y por tanto, indica la dirección de circulación. Su condición pronto requirió reparaciones, luego finalmente desapareció bajo un enlosado de piedra. De este mosaico se informó por primera vez en 1722, durante la reparación del pavimento; fue redescubierto en 2000 durante trabajos eléctricos. Ahora está puesto en valor y se puede observar desde una pasarela que lo domina. Solo se conserva una pequeña parte de los motivos: solo cuatro medallones de los veinticuatro que debían constituir el conjunto completo: los gemelos y cáncer de los signos del zodíaco y un «jinete con halcón» y una henificación para los meses del año.

Mosaico del coro
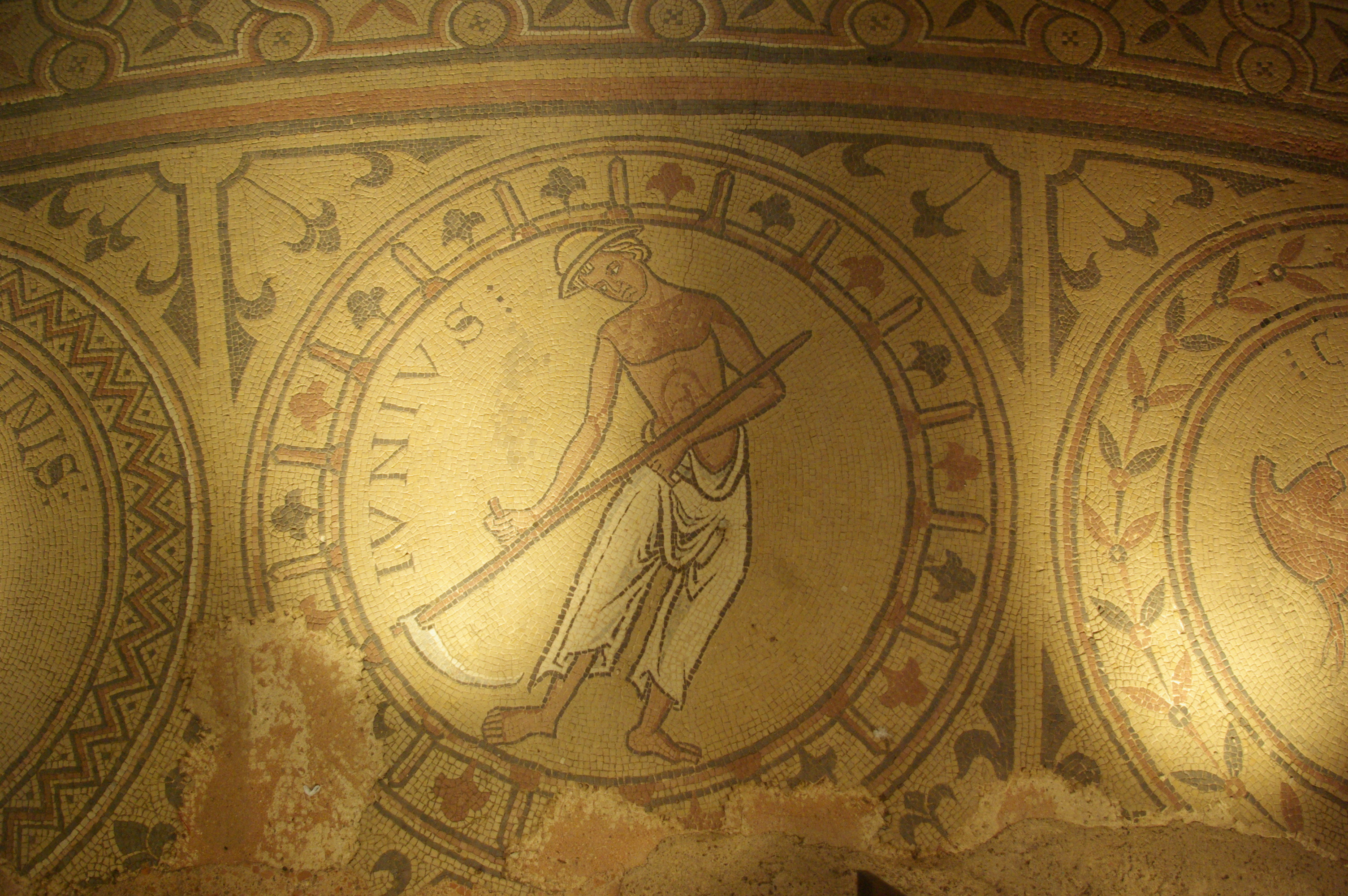
Mosaico del coro (siglo XII)
- Mosaico del coro: mes de junio
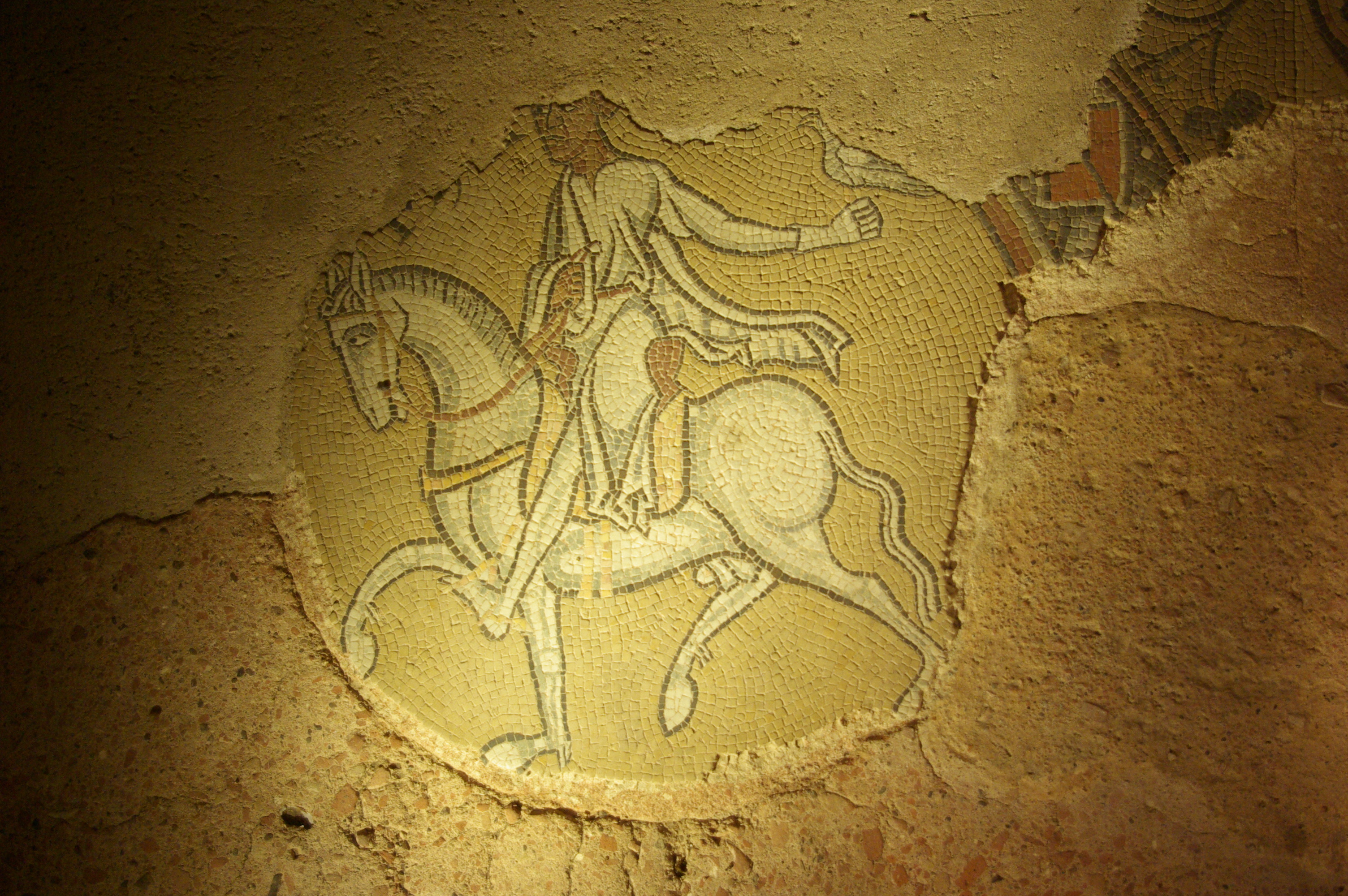
«Cavalier au faucon», mosaicos del siglo XII
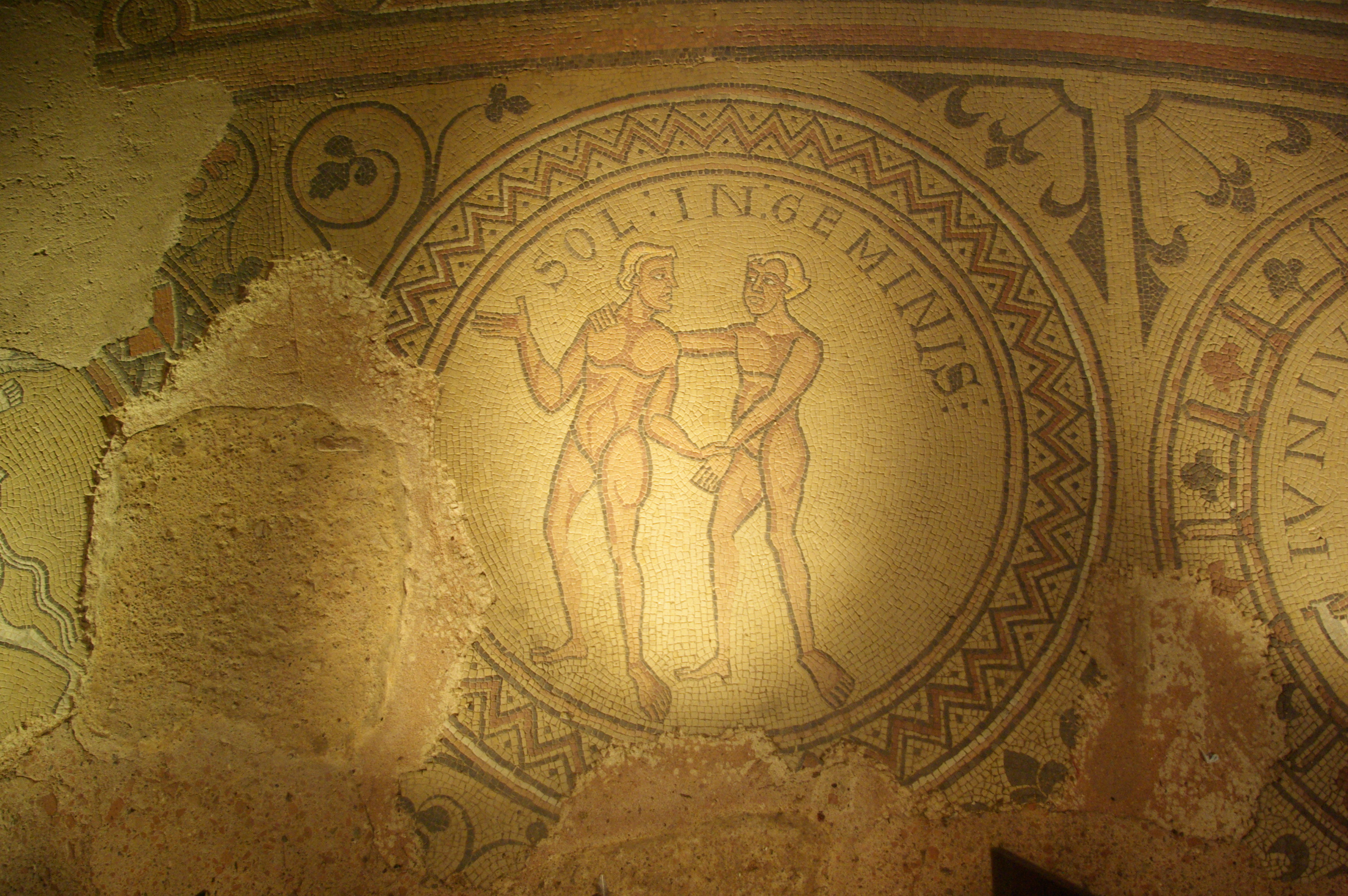
Mosaicos del siglo XII (detalle: Sol en Géminis, gemelos)
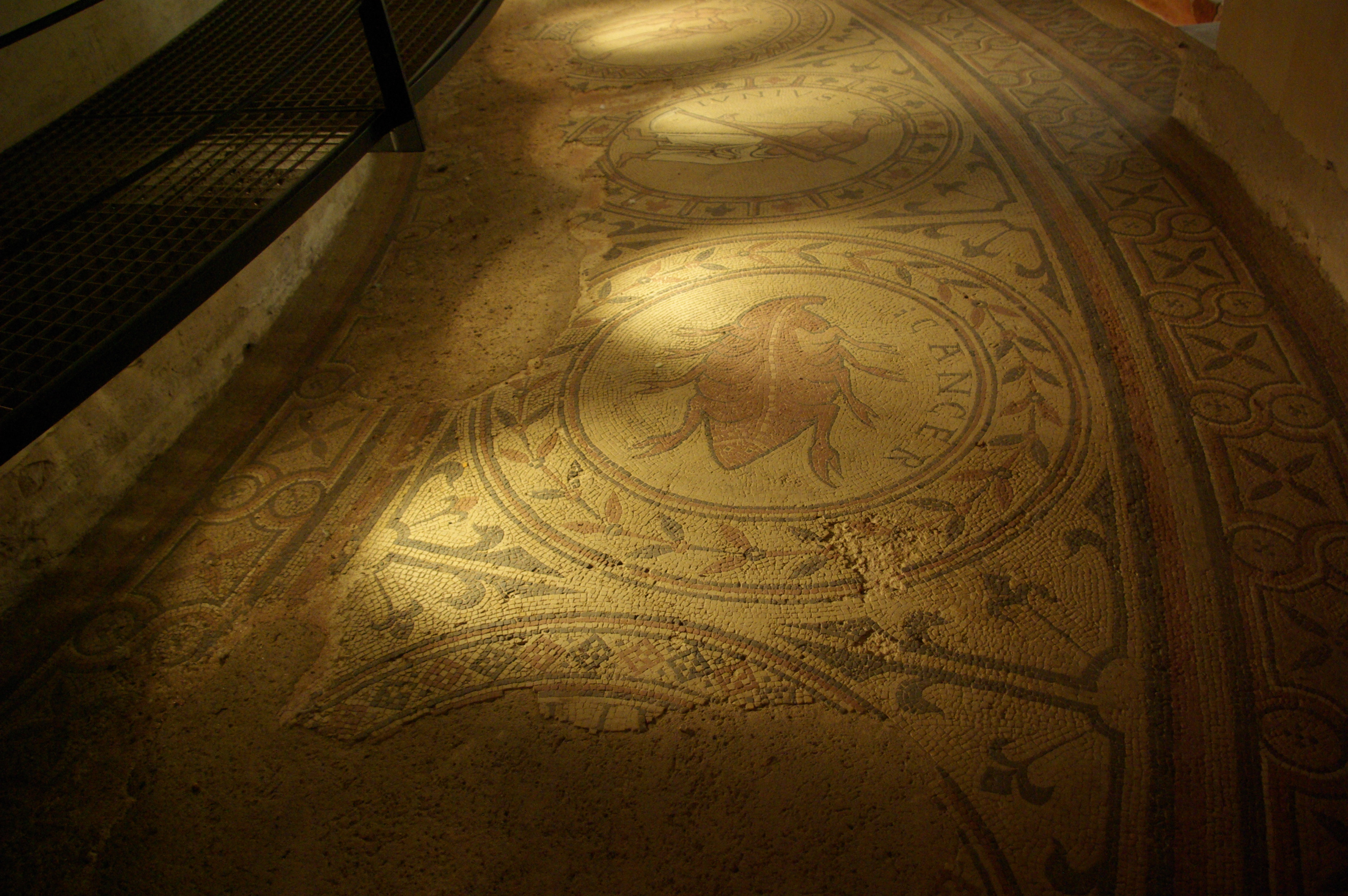
Mosaicos del siglo XII (vista 1)
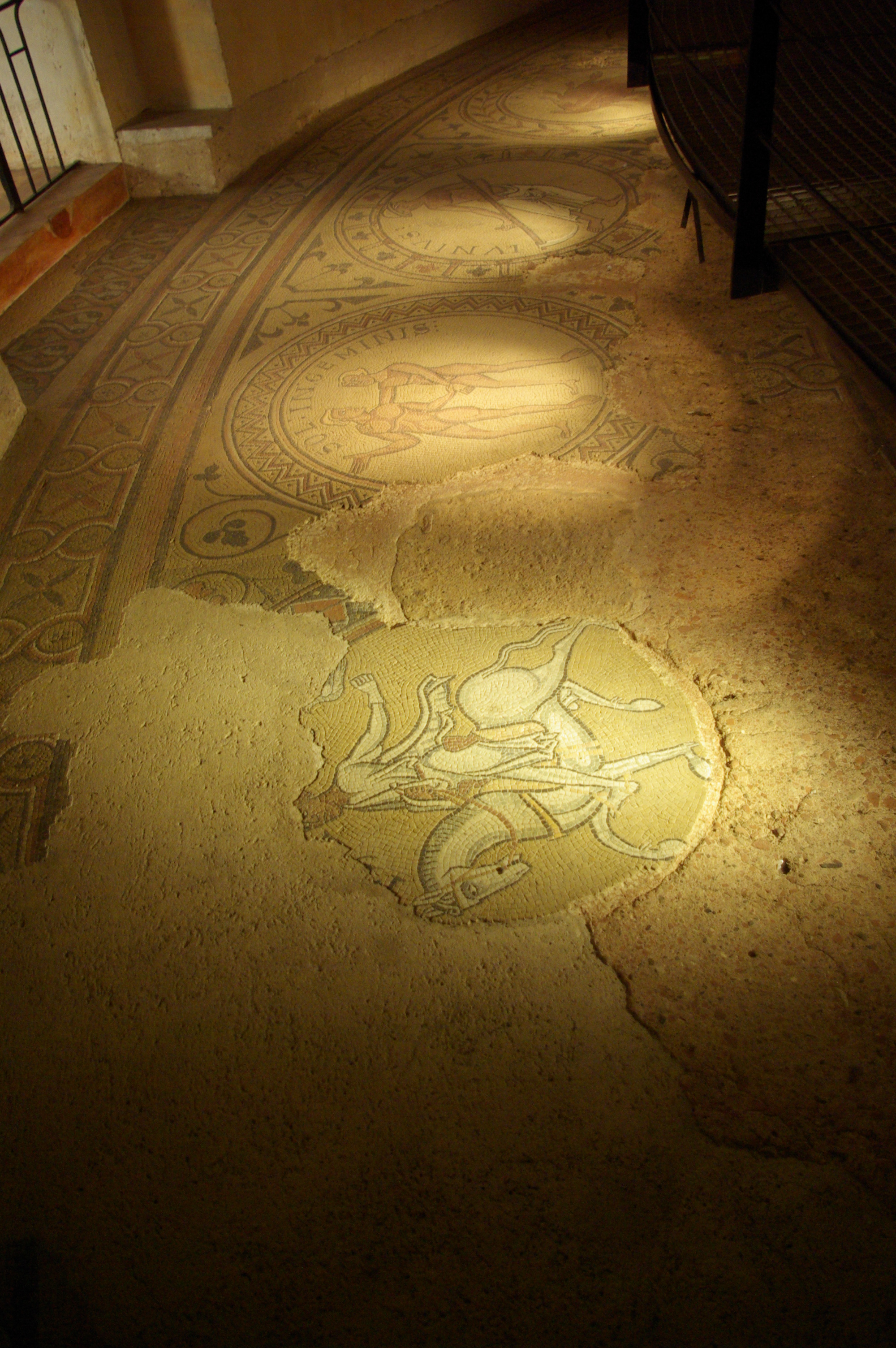
Mosaicos del siglo XII (vista 2)
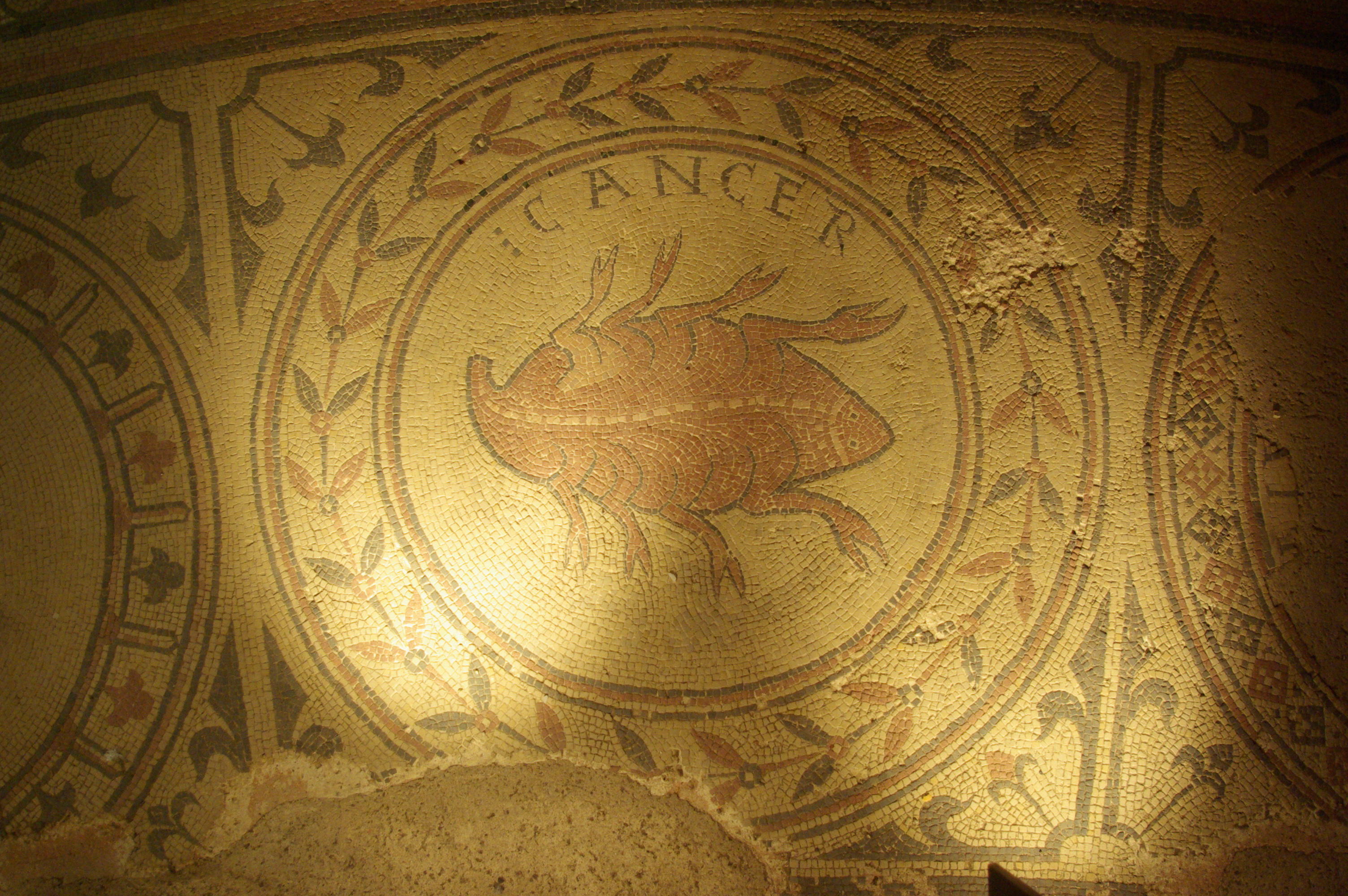
Mosaicos del siglo XII (detalle: Cáncer)

El coro recibe iluminación directa desde un piso superior (1110-1120) que domina el techo del deambulatorio y de las capillas. Este piso es mucho más elaborado, con frisos y cornisas esculpidas desde el comienzo del siglo XII, estrechamente emparentado con la parte correspondiente de la iglesia de Saint-Martin d'Ainay en Lyon. Este realce del coro requirió la adición, en el exterior, de  grandes y anchos arcos de contrafuerte a lo largo de los dos tramos rectos del coro. En el ábside, también hay contrafuertes-columnas que sostienen un friso de arcos que forman una cornisa.
En el exterior, las partes antiguas de los muros, desde el suelo hasta la parte superior del primer nivel del coro, son de mampostería tosca con mucha argamasa e hiladas de "opus spicatum". Por el contrario, la parte superior, del siglo XII, es de un apararejo de sillares blancos de tamaño medio compuesto por un opus sectil rojo y blanco que forma un friso de cuadrados en punta, también relacionado con la iglesia de Saint-Martin d'Ainay. En el interior, la reciente remodelación restauró el encalado, impidiendo la lectura de las mamposterías subyacente, pero que una gran parte ya habían sido reemplazadas en el siglo XIX por el arquitecto Questel.
Todos los vitrales de que dispone el coro, como los de la nave (salvo sus tres capillas góticas), son de estilo contemporáneo y no figurativos, realizadas a finales de los años sesenta por el maestro vidriero Brigitte Simon, de la gran familia de vidrieros de Reims.

### El transepto

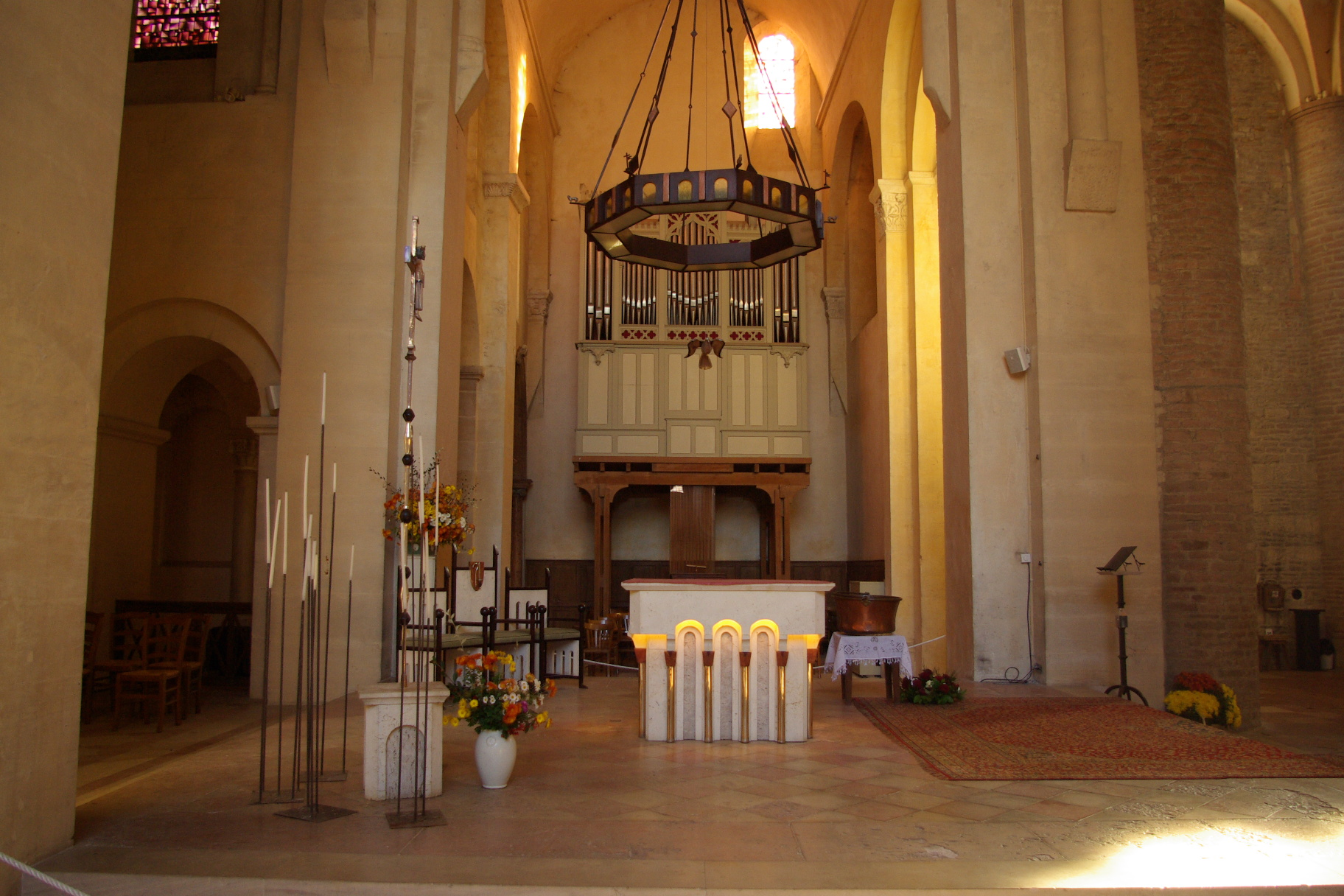
Crucero del transepto, visto desde el lado sur

Los cuatro sobrepilares cruciformes del crucero no son originales. Fueron casi enteramente rehechos, y especialmente entre 1846 y 1849, en un momento en que la cúpula amenazaba colapso. Las semicolumnas adosadas que llegan hasta los arcos han sido a veces cortadas en la parte inferior y recibidas por consolas, para permitir la instalación de rejas (siglo XVII), que ahora han desaparecido. El crucero está coronado con un cimborrio. La planta de los huecos de esta torre está suntuosamente adornada con una cantidad de columnitas. Esta planta está sobrevolada por una cúpula hemisférica sobre trompas que cierra el espacio interior de la iglesia, mientras que mantiene un oculus diseñado para izar las campanas arriba.
La torre de la cruz del siglo XII, ahora en desuso e inaccesible, era por tanto un campanario, cuyas seis campanas fueron robadas en 1562 por los calvinistas. Sus fachadas expresan el pleno desarrollo del arte románico. Sus tres pisos fueron construidos durante diferentes obras de construcción a lo largo del siglo XII. Los dos superiores, ampliamente abiertos con tres vanos a cada lado, están finamente decorados con frisos y capiteles con motivos antiguos: palmetas y sobre todo pilastras estriadas. El repertorio formal es bastante cercano y contemporáneo a Cluny III. El piso superior introduce juegos de bicromia rojo-blanco.
Los dos brazos del transepto son muy diferentes entre sí.
El brazo norte del crucero está separado de la nave lateral norte por un muro diafragma perforado por una modesta arcada en la planta baja, coronada por un arco ligeramente roto con doble rodillo y dos tramos geminados de medio punto, todo en total sobriedad, sin capiteles ni columnas, con simples impostas. Esta sobriedad continúa en el muro occidental. Un sistema diferente reina en el lado sur. La fachada norte fue reemplazada en el período gótico por un enorme hueco de tracería.
La capilla orientada del brazo norte del transepto, la capilla de San Ardain, da la relación y las fechas de los abaciatos de todos los abades de Tournus desde el 875 hasta la disolución del monasterio.
El brazo sur del transepto, modificado varias veces, constituye un rompecabezas arqueológico. Está regruesado en los edificios adyacentes y tiene abertura hoy día tapiadas, dispuestos de forma extraña. Está separada de la nave lateral meridional por un altísimo arco de doble rodillo que descansa sobre dos columnas encajadas con zócalos, basas y capiteles. La base de la del sur lleva una inscripción que se desarrolla en dos lados: RENCO ME FECIT.
La capilla orientada del brazo sur del transepto está dedicada al Sagrado Corazón. Muy cerca se encuentra un órgano de coro, de marca Cavaillé-Coll.

### La nave

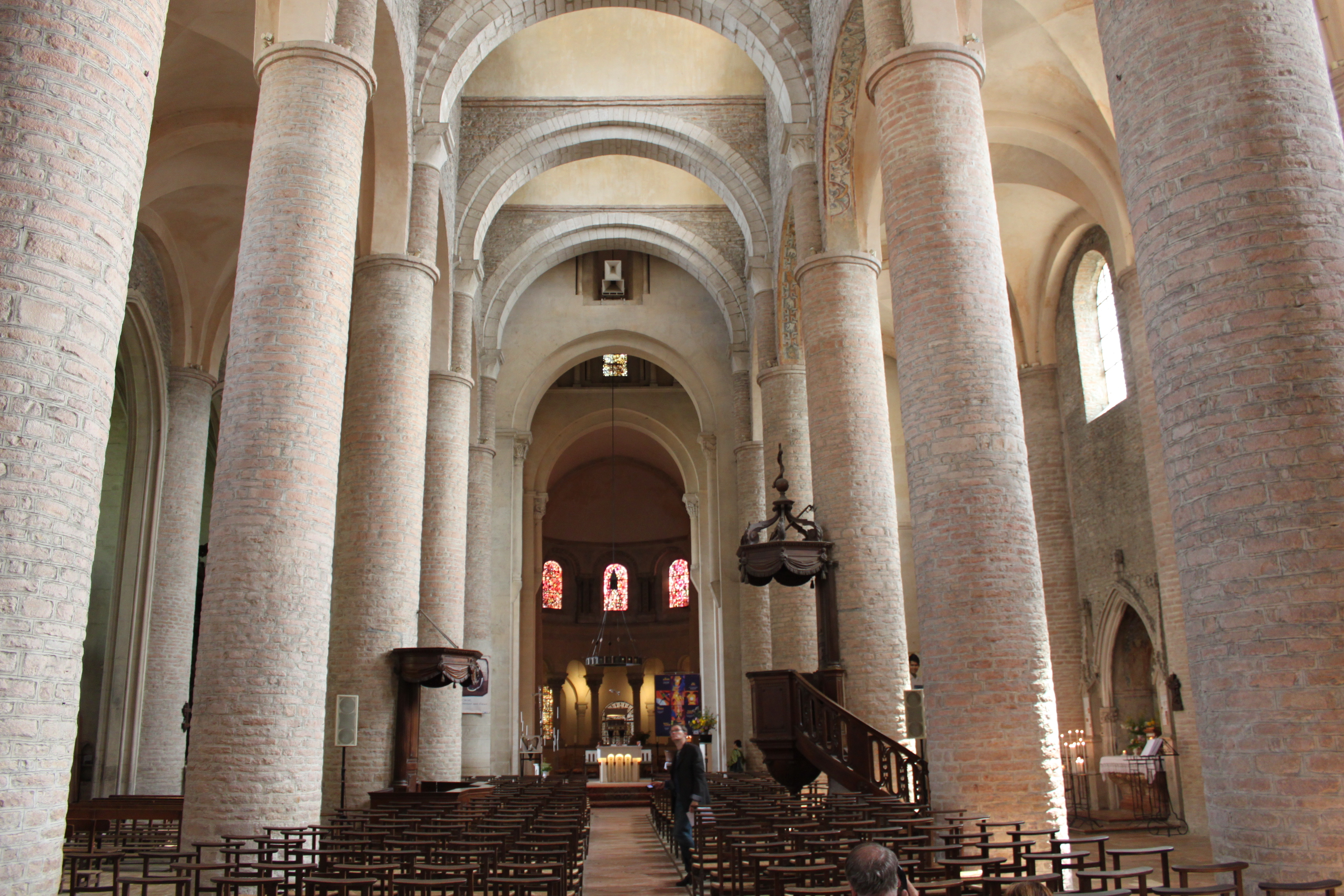
La nave central mirando al altar

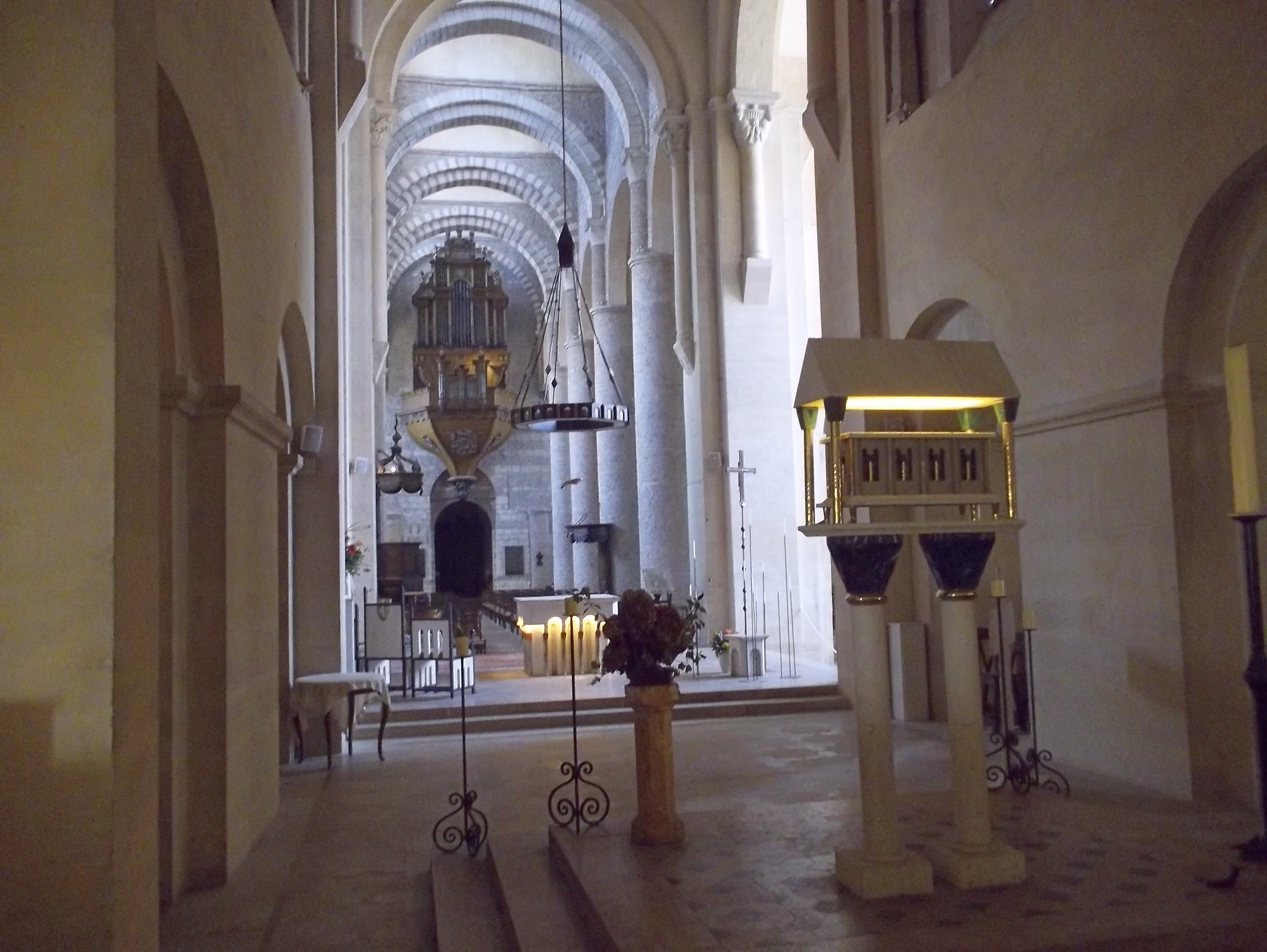
La nave central mirando a la entrada

La planta de la nave es muy similar a la de la sala central de la cripta. La nave de la abacial de Saint-Philibert es una amplia sala alta, espaciosa y luminosa. Está subdividida en cinco tramos en el sentido este-oeste, y en tres tramos en el sentido norte-sur. Todas las mamposterías verticales, que una vez estuvieron revocadas con mortero de cal y pintadas o blanqueadas, fueron decapadas a principios del siglo XX por el arquitecto Ventre, y las piedras aparentes se rejuntaron. Aunque inauténtico, este decapado, conservado incluso hoy en día, permite al menos una lectura arqueológica de los muros.
La mampostería se compone sobre todo de pequeños mampuestos calizos, con, en algunas superficies, bandas horizontales de aparejo medio blanco semejante al de la cripta.
El sistema estructural adoptado, además de los muros portantes exteriores norte y sur, utiliza soportes verticales constituidos por columnas redondas libres en planta de piso o semi-columnas adosadas en la parte alta. Estos soportes se montan solamente con mampuestos pequeños, y no tienen por bases y capitales más que desbordes modestos, simple en la base y doble en la parte alta, ellos mismos hechos en pequeña mampostería. No hay ningún capitel, ninguna parte de piedra de talla. Las tres naves están separadas entre ellas por dos grandes arcadas que se elevan sobre los pilares redondos. Los arcos que componen estas arcadas no son de medio punto. Están peraltados en su arranque mientras que están ligeramente rebajados en la parte superior. Su forma se acerca a la curva de la cadena. La elección de este perfil de arco es única en el arte románico. Estas dos grandes arcadas soportan las paredes altas de la nave central, perforadas en cada uno de los cinco tramos por un vano semicircular, que proporciona mucha luz, tanto por su tamaño como por su posición muy elevada.
Los muros exteriores tienen grandes vanos, presumiblemente ampliados después de la construcción original, y que iluminan abundantemente las naves laterales. Estas naves laterales también son muy altas y están abovedadas en arista. Esas bóvedas de arista también tienen una cimbra que se acerca a las grandes arcadas.
La nave central está sobreelevada por los muros soportados por las grandes arcadas. Las impostas de las columnas redondas montan medias columnas adosadas en esos muros. Estas medias columnas adosadas tienen capiteles monolíticos de piedra caliza blanca, pero no están esculpidos, excepto uno. Los capiteles de esas medias columnas parten de los grandes arcos diafragma en doble rulo, en un aparejo limpio y aparente, que articulan los cinco tramos de la nave. En el lado de la antenave, el primer arco diafragma se sustituye por un simple arco de descarga, mientras que en el lado del coro el último arco del diafragma es idéntico a los precedentes.

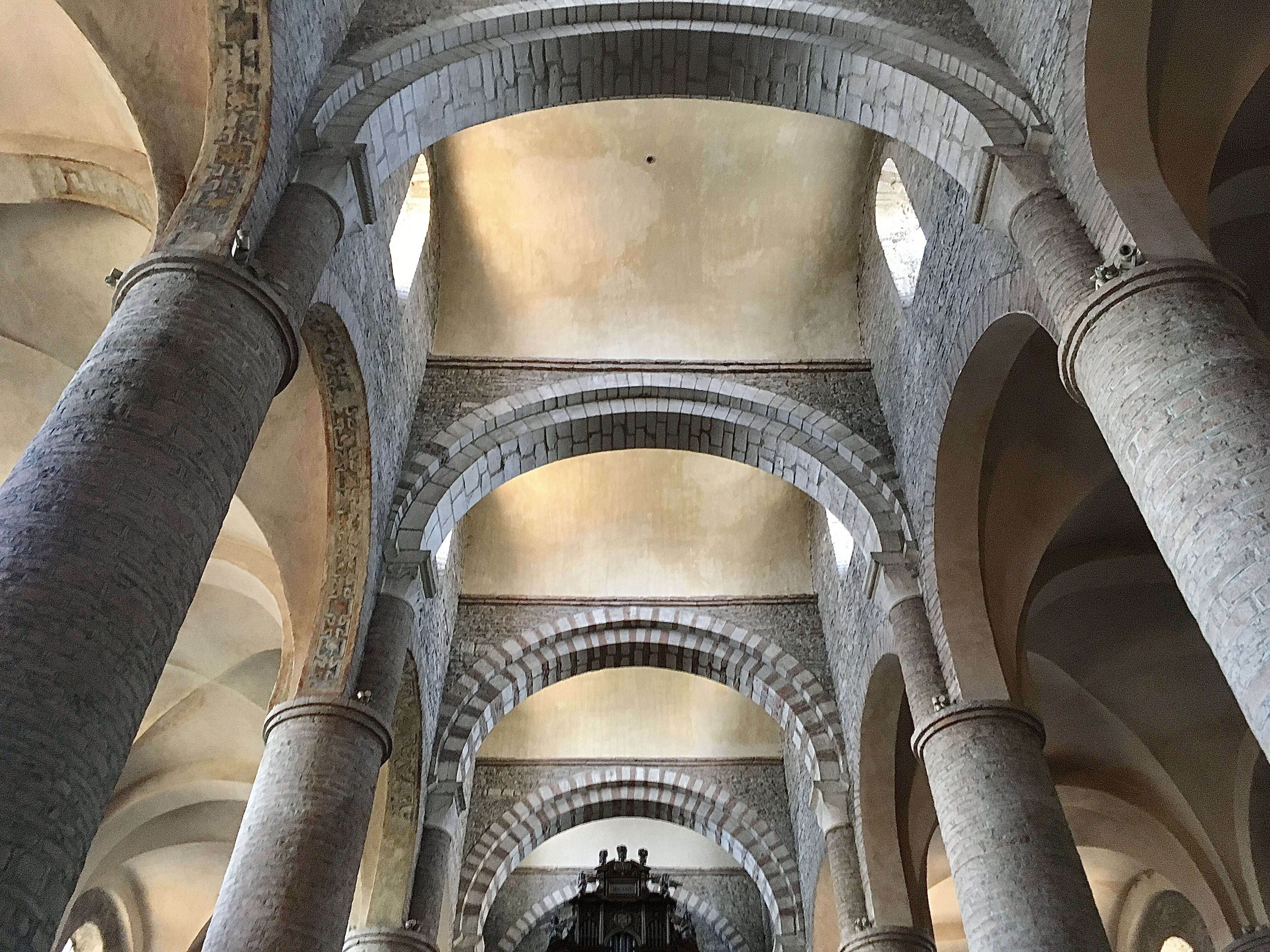
Bóvedas transversales de cañón y arcos fajones semicirculares

Los arcos diafragmas soportan muros transversales formando un cofre de cinco "bóvedas de cañón transversales", que cubren la alta nave central. Las claves de estas bóvedas de cañón alcanzan su punto máximo en unos 18 metros. La ausencia de empujes laterales permitió la apertura de los huecos altos mencionados anteriormente, sin la ayuda de contrafuertes externos o tirantes. Estas cinco bóvedas transversales se contrarrestan entre sí en su línea de contacto, excepto las de los extremos que empujan hacia el vacío y son contrarrestadas con la parte superior de la antenave, hacia el oeste, y la torre del cimborrio en el otro lado. Este singular sistema de bóvedas por sí solo ha otorgado a la abadía de Tournus un lugar eminente en la historia de la arquitectura medieval, porque es casi un caso único, pero, realizado con un virtuosismo y precisión que ha demostrado una gran estabilidad desde su construcción. Este sistema de arco debe cubrirse luego con una cubierta sostenida por una carpintería, esta última reduciendo la forma compleja formada por el extradós de las bóvedas de cañón en una simple alforja. Hay nueve cerchas de carpintería, dos amarres que cruzan el edificio a cada lado de cada pared lateral.
El trazado regulador de la nave es de una gran simplicidad. Se utilizó un módulo de 185 cm, correspondiente a la talla de un hombre grande, y equivalente a la toesa de Besançon. De centro a centro de las columnas redondas, cada tramo de la nave central tiene 4 toesas de ancho y 3 toesas de largo. Las naves laterales tienen compartimientos de planta cuadrada, de 3 x 3 toesas. La altura de las columnas redondas, desde el pedestal hasta la imposta, es de 5 toesas. El llamado triángulo egipcio (triángulo rectángulo de lados 3-4-5) forma así el principio organizador de la nave, con probablemente tanto extensiones simbólicas como prácticas para el maestro-albañil. Finalmente, contando 8 toesas por debajo de las claves de los grandes arcos diafragma, se llega a unos pocos centímetros por debajo del suelo actual, con solo un 1% de diferencia entre el más alto y el más bajo de estos arcos. Se observa, finalmente, que las semicolumnas que soportan estos arcos tienen una toesa de altura.
Algunos enigmas permanecen en la nave de Tournus. Las suturas de la nave con la antenave, al oeste, y con el transepto, al este, son complejas. Se explican en particular por la organización de las fases de las obras: era necesario disponer constantemente de un santuario utilizable mientras que las otras partes estaban en construcción. Pero se encuentra, extrañamente, este mismo sistema de suturas asimétricas en la sala central de la cripta. La nave es ahora un espacio aireado, pero hay que recordar que antes estaba ocupada por dos escaleras rectas muy importantes que daban acceso a la planta de la antenave. La reconstrucción de la del norte sigue siendo problemática, ya que las capillas del norte son en teoría más antiguas que la demolición de esta escalera.
Tres capillas góticas están adosadas al muro norte de la nave, todas adornadas con vidrieras contemporáneas creadas por el maestro vidriero Pierre Choutet: la capilla del Santísimo Sacramento, la capilla de la Sagrada Familia y la capilla de las Pilas Bautismales. Una de estas capillas alberga una obra del artista Michel Bouillot: un retablo sobre el tema de la Adoración de los Pastores, una composición creada originalmente para adornar la iglesia de Saint-Blaise de  Mazille.
El muro oeste de la nave soporta un notable órgano, con 32 registros, que data de 1629 y está clasificado MH (en 1840 para el bufé y 21 de noviembre de 1967 para la parte instrumental). Se debe a Jehan de Herville, constructor de órganos en Troyes, y a Gaspard Symon (para el bufé)  y resulta ser el más antiguo de la  diócesis de Autun; cuenta con tres organistas cotitulares, encargados del servicio litúrgico: Jean-Louis Bertucat, Gérard Goudet y Bernard Marthouret (2018). Tras una larga y minuciosa restauración llevada a cabo por el organero Jean Deloye (Audelange, Jura), se inauguró el gran órgano de la abadía el 27 de mayo de 1990, por Michel Chapuis, al final de una restauración auspiciada por iniciativa de un Comité para la renovación del órgano en la iglesia abacial de Tournus.  Cada año, durante cuatro días, un festival titulado Orgue en Ascension permite al público darse cuenta de las excepcionales capacidades de este instrumento.

Detalles de la nave y los abovedamientos
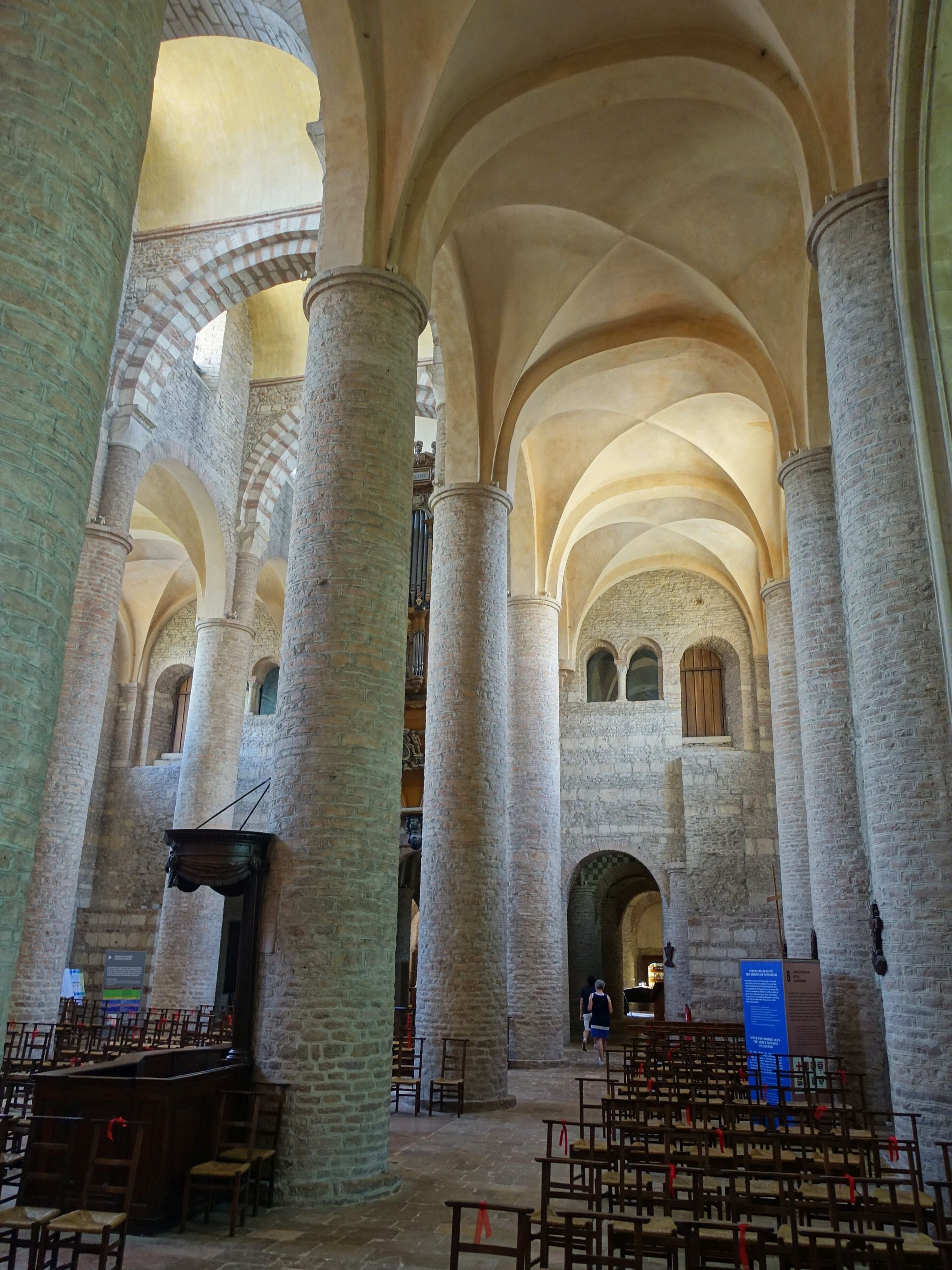
Nave central y lateral, hacia el muro oeste que soporta el órgano.
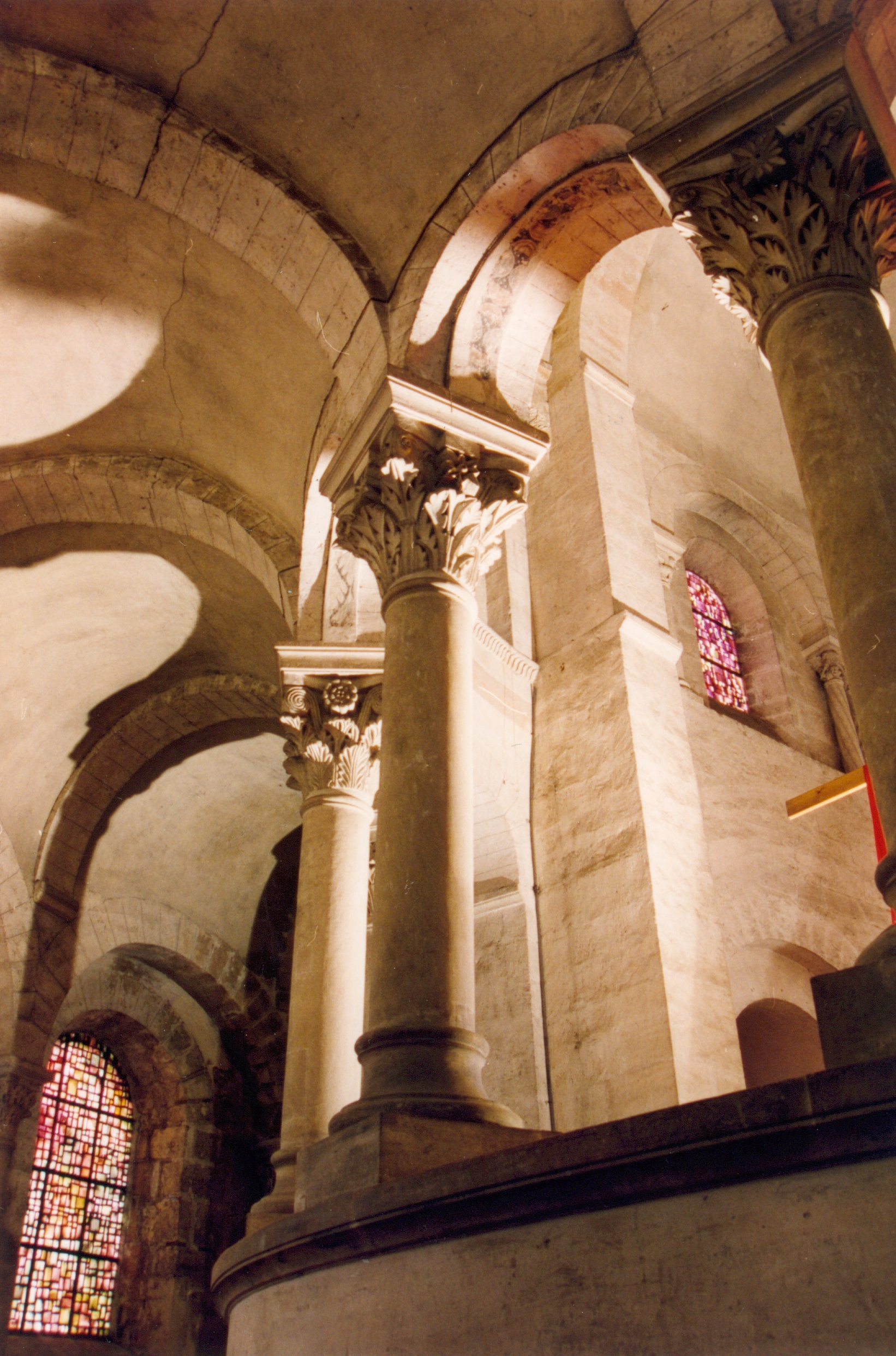
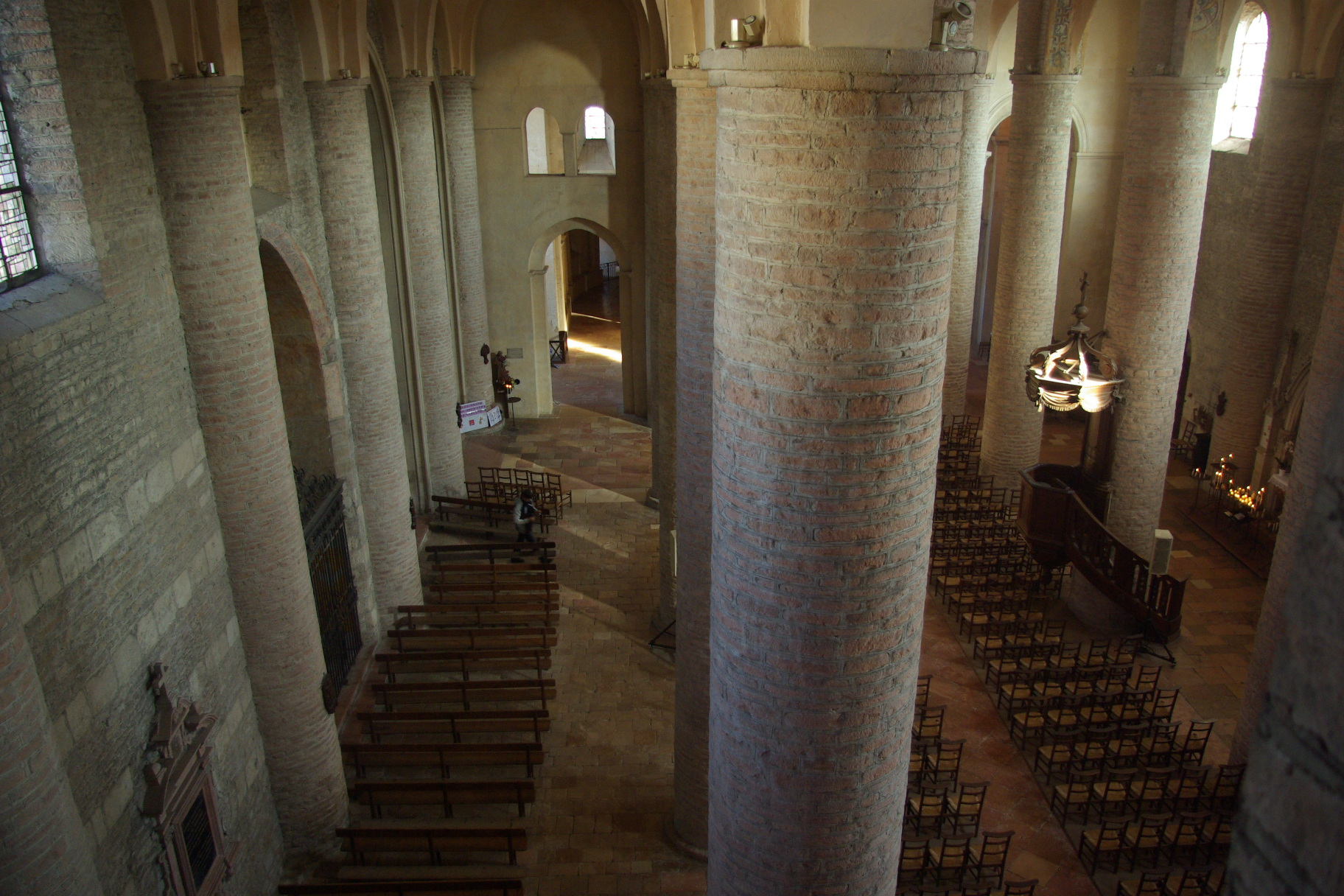
Vista desde el nártex
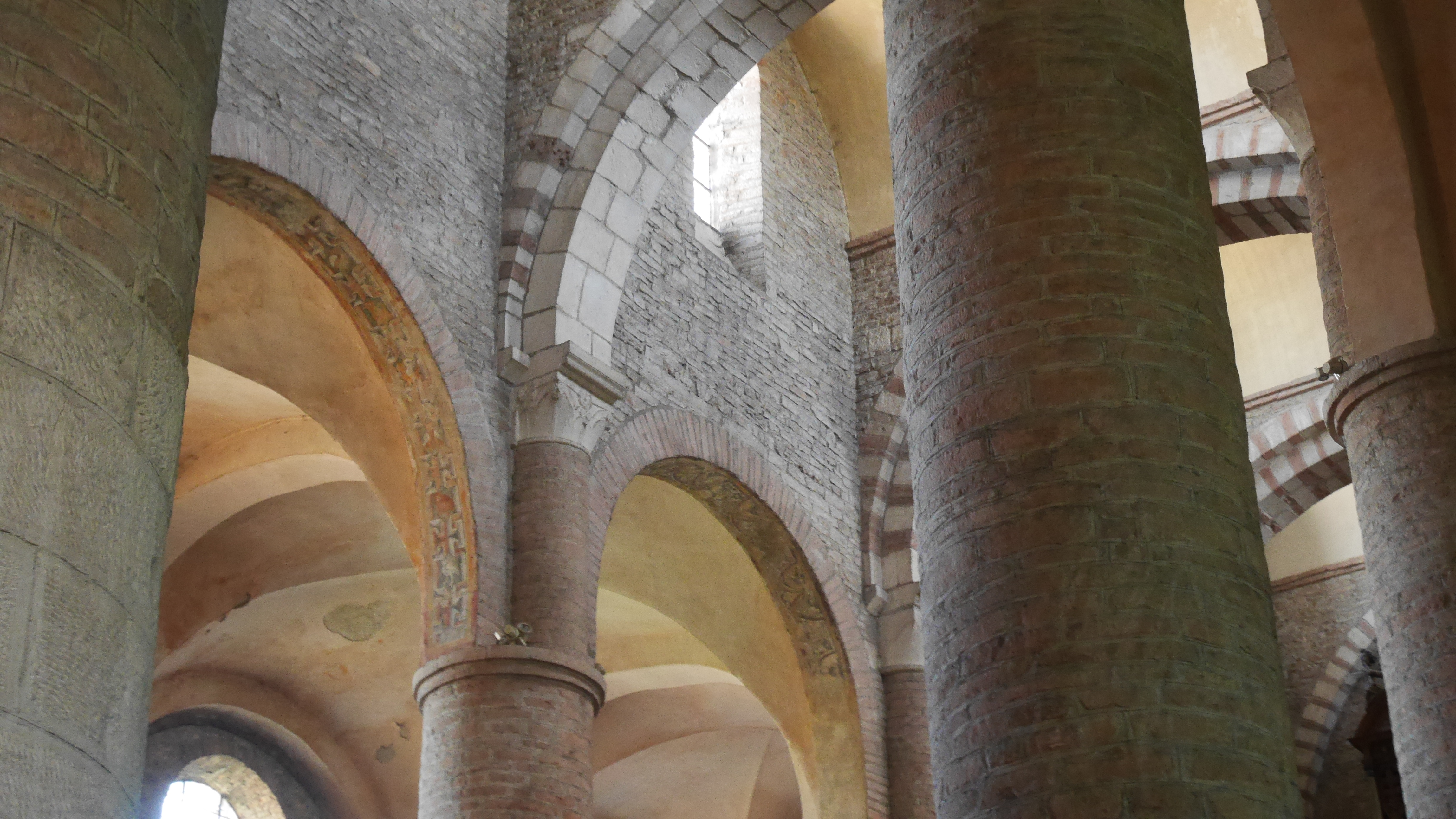
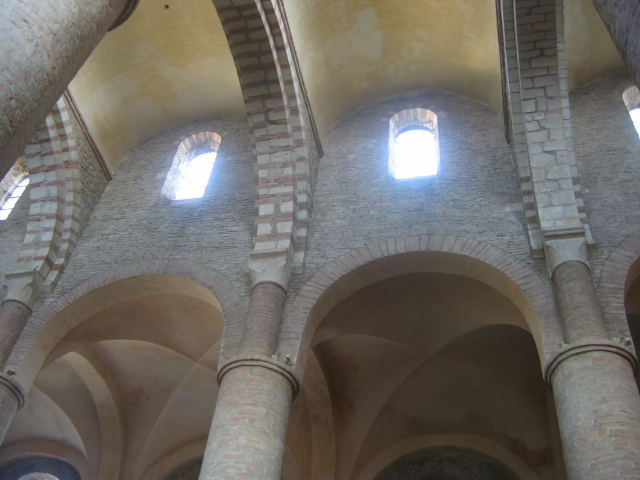
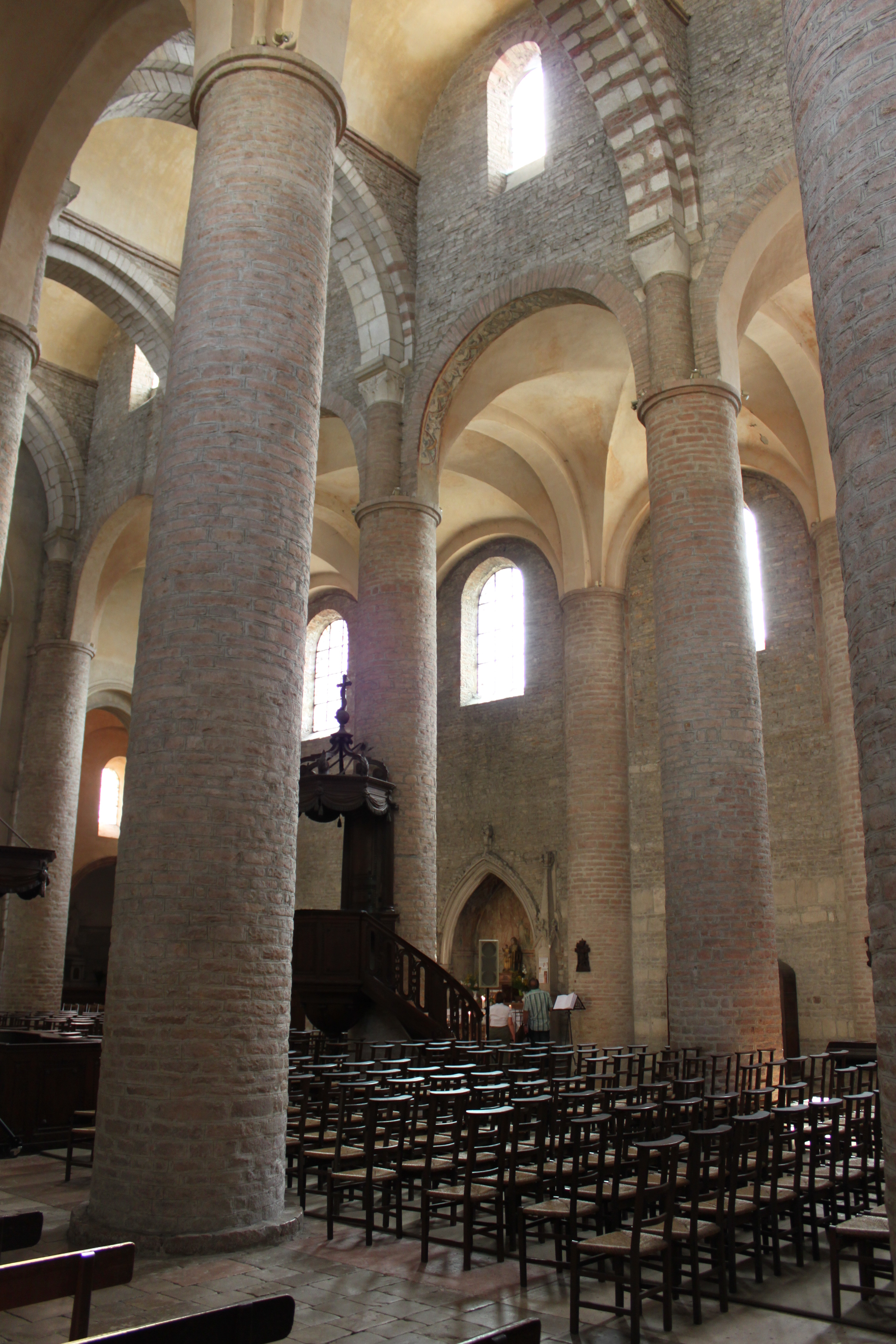

Elementos de la nave
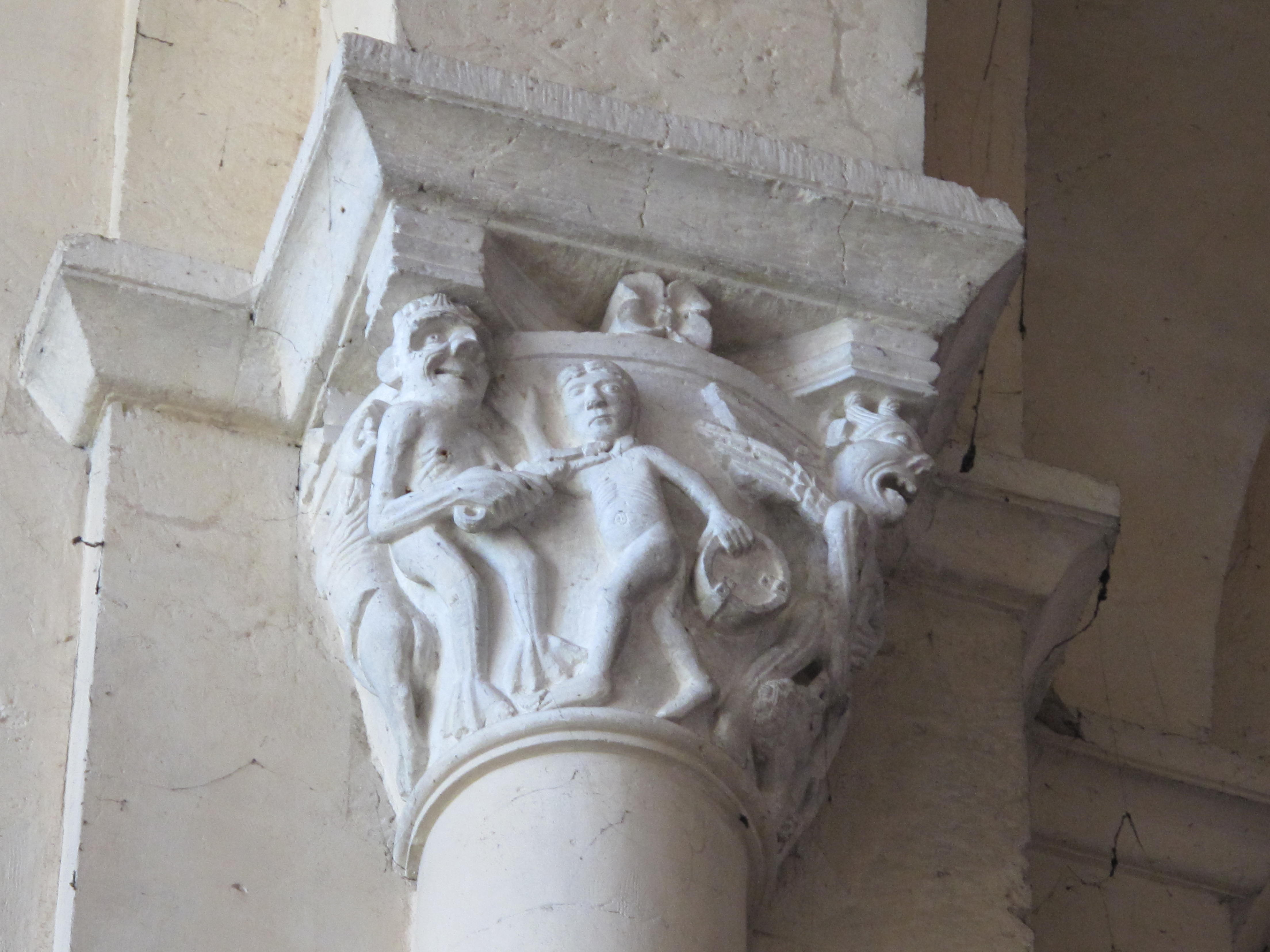
Capitel de la nave principal
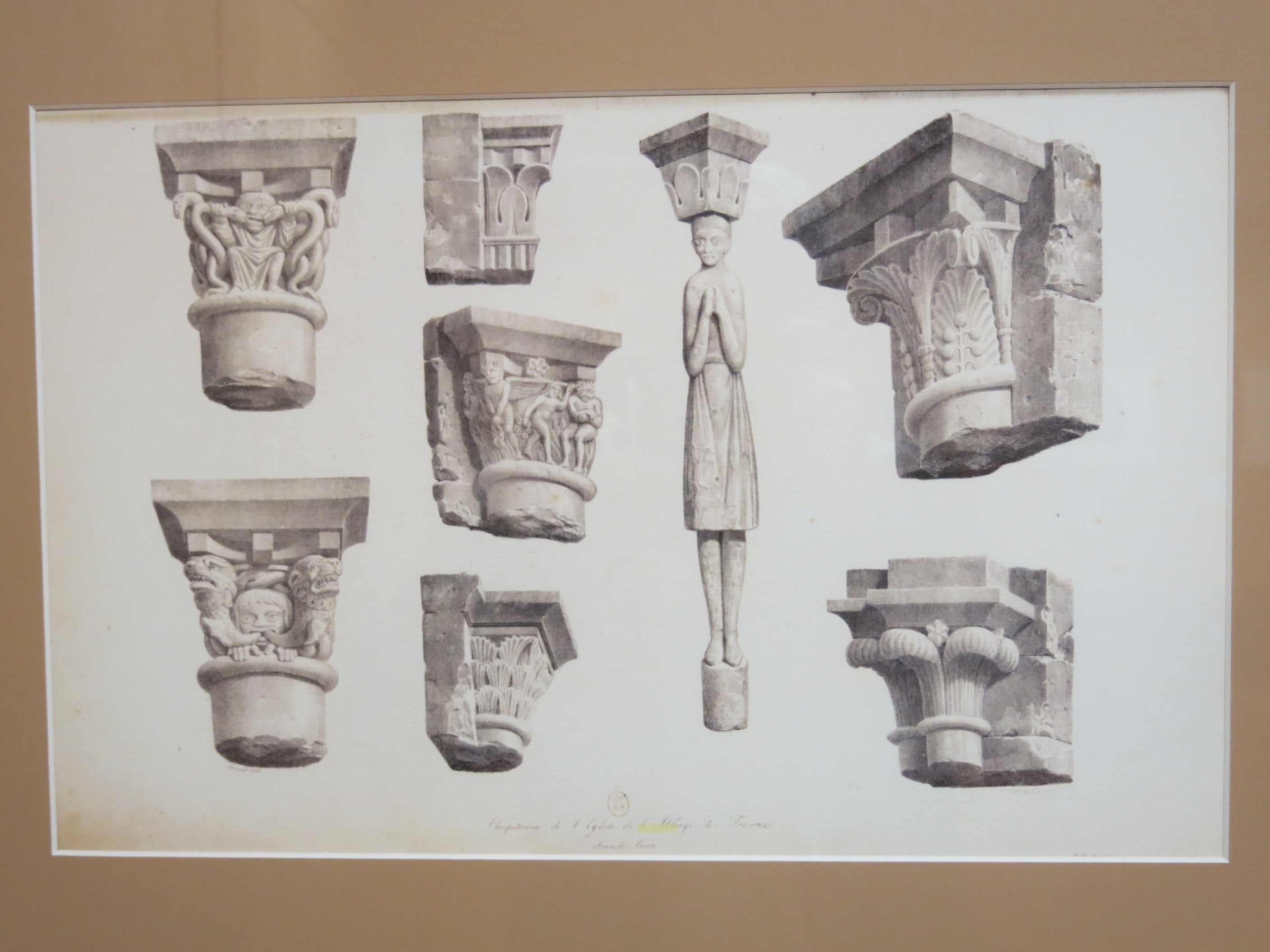
Capiteles de las columnas de la nave principal
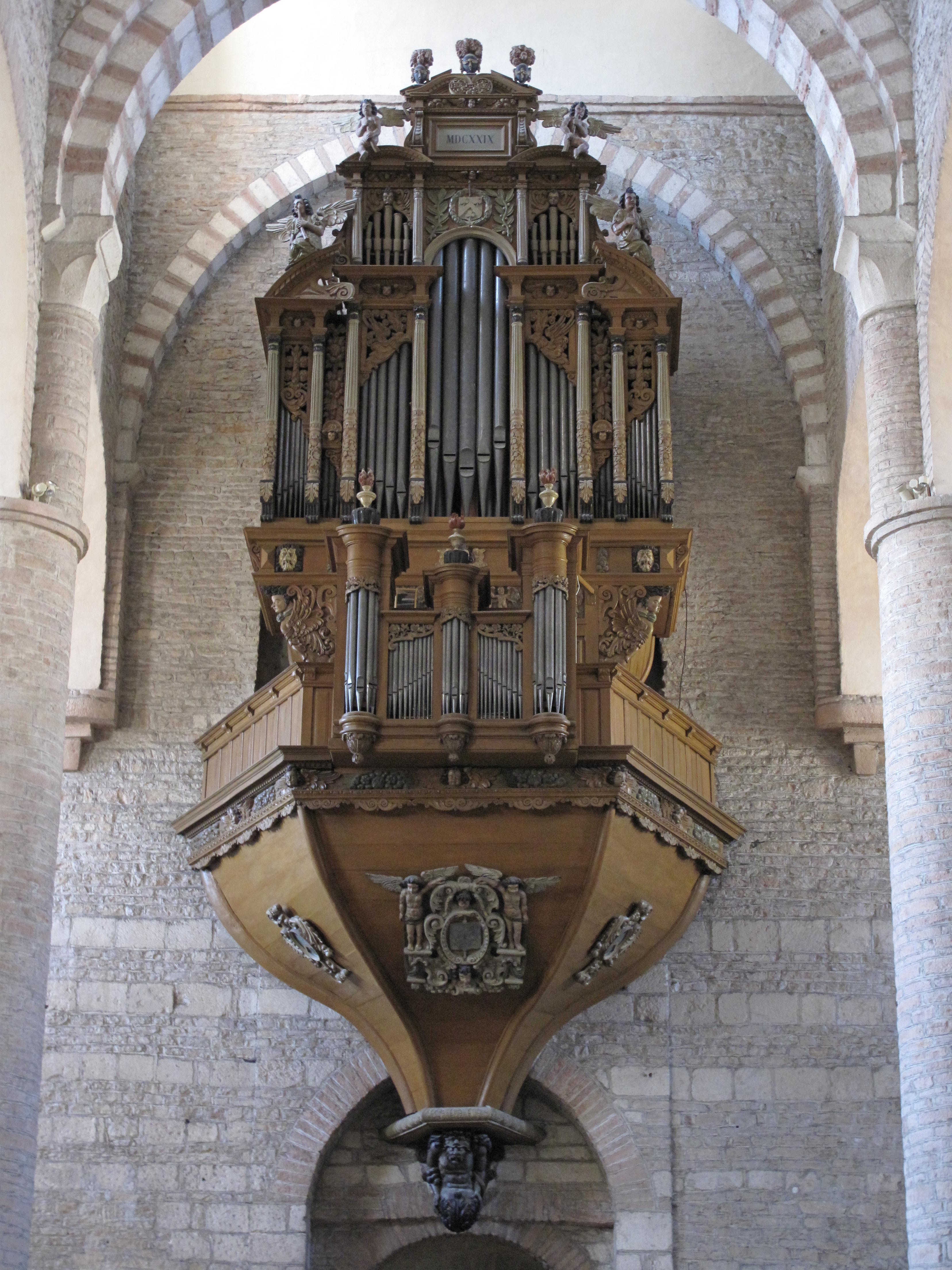
Gran órgano
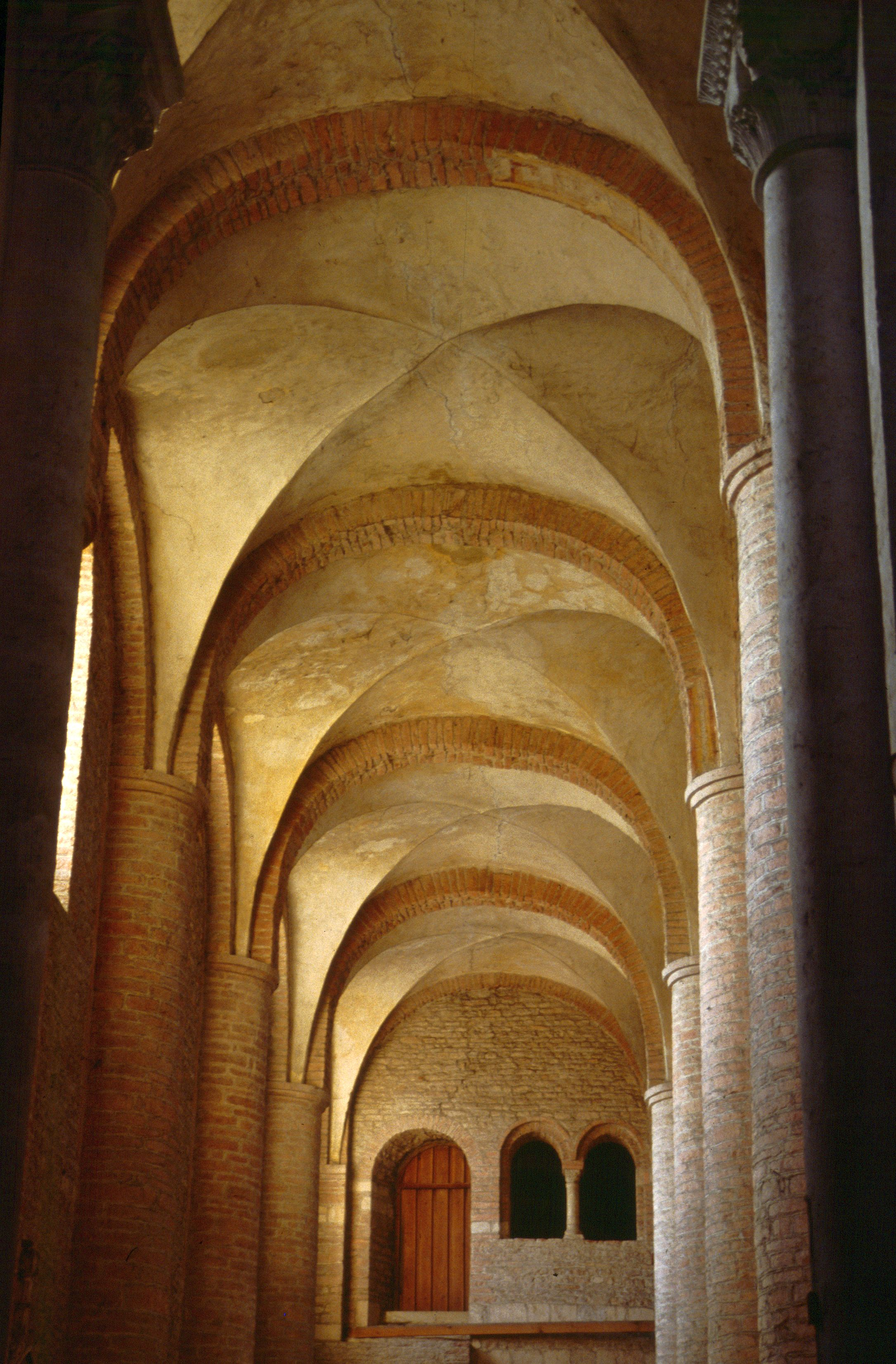
Nave lateral

### La antenave

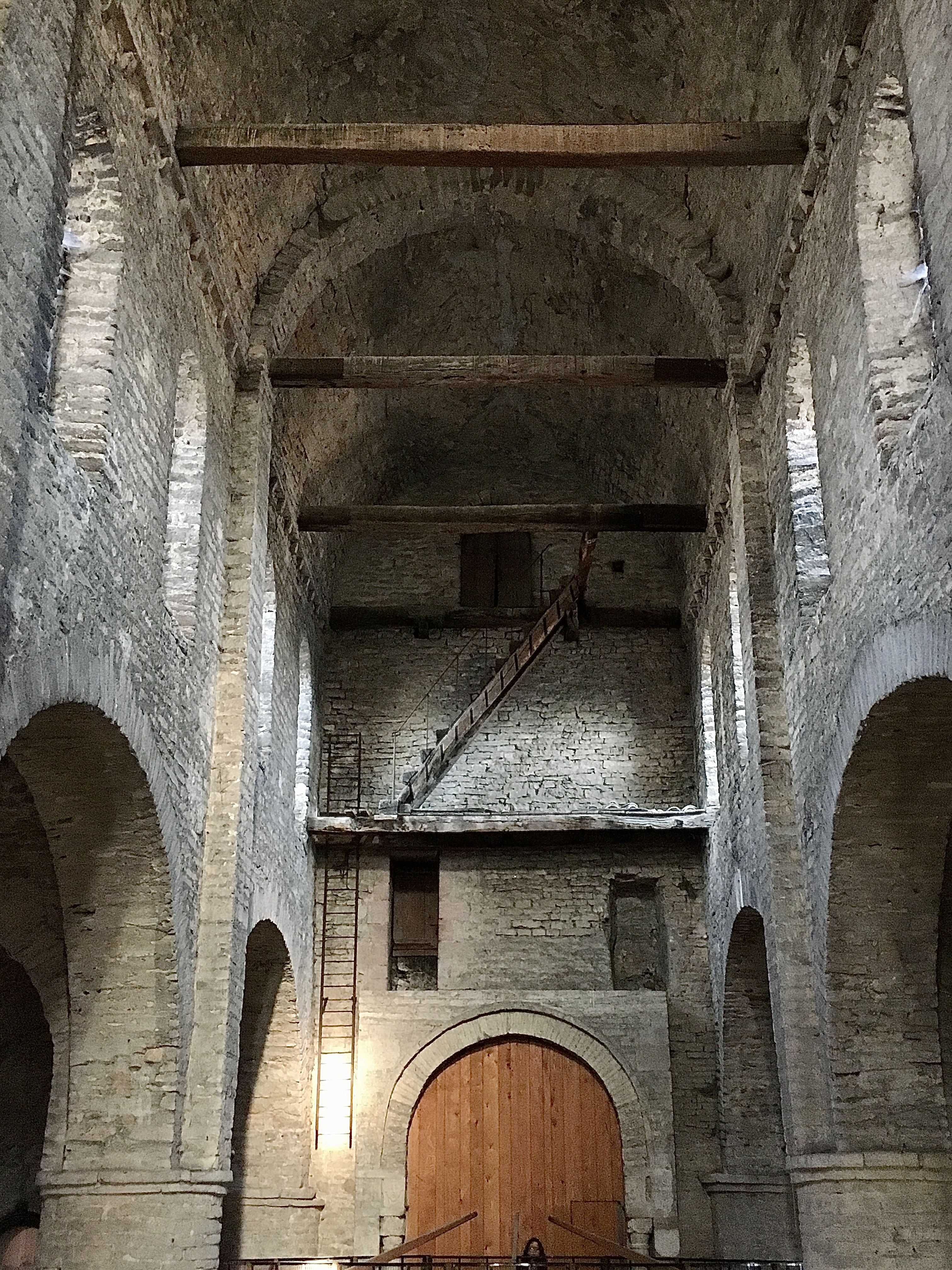
Capilla de San Miguel

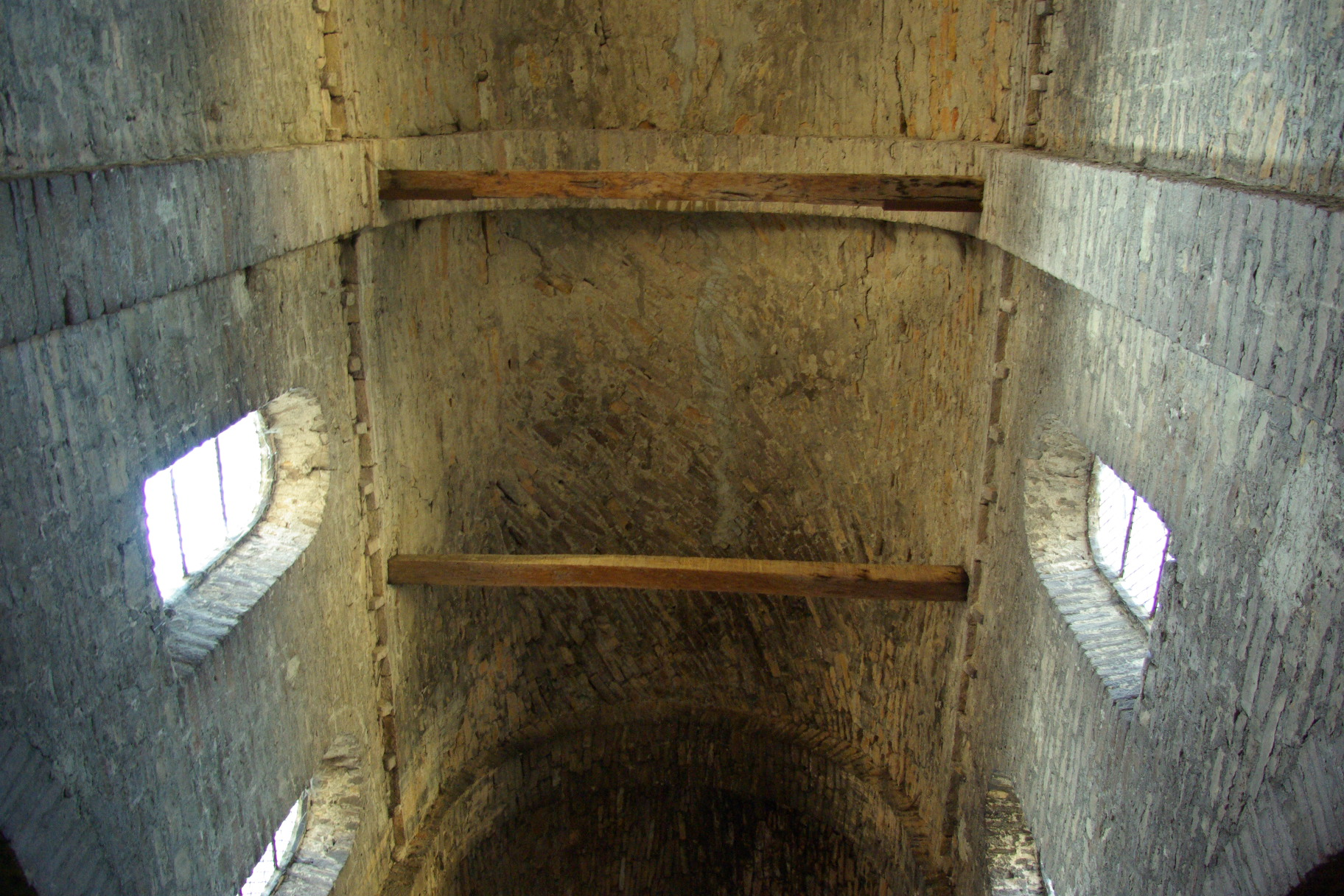
Bóvedas de la capilla de San Miguel

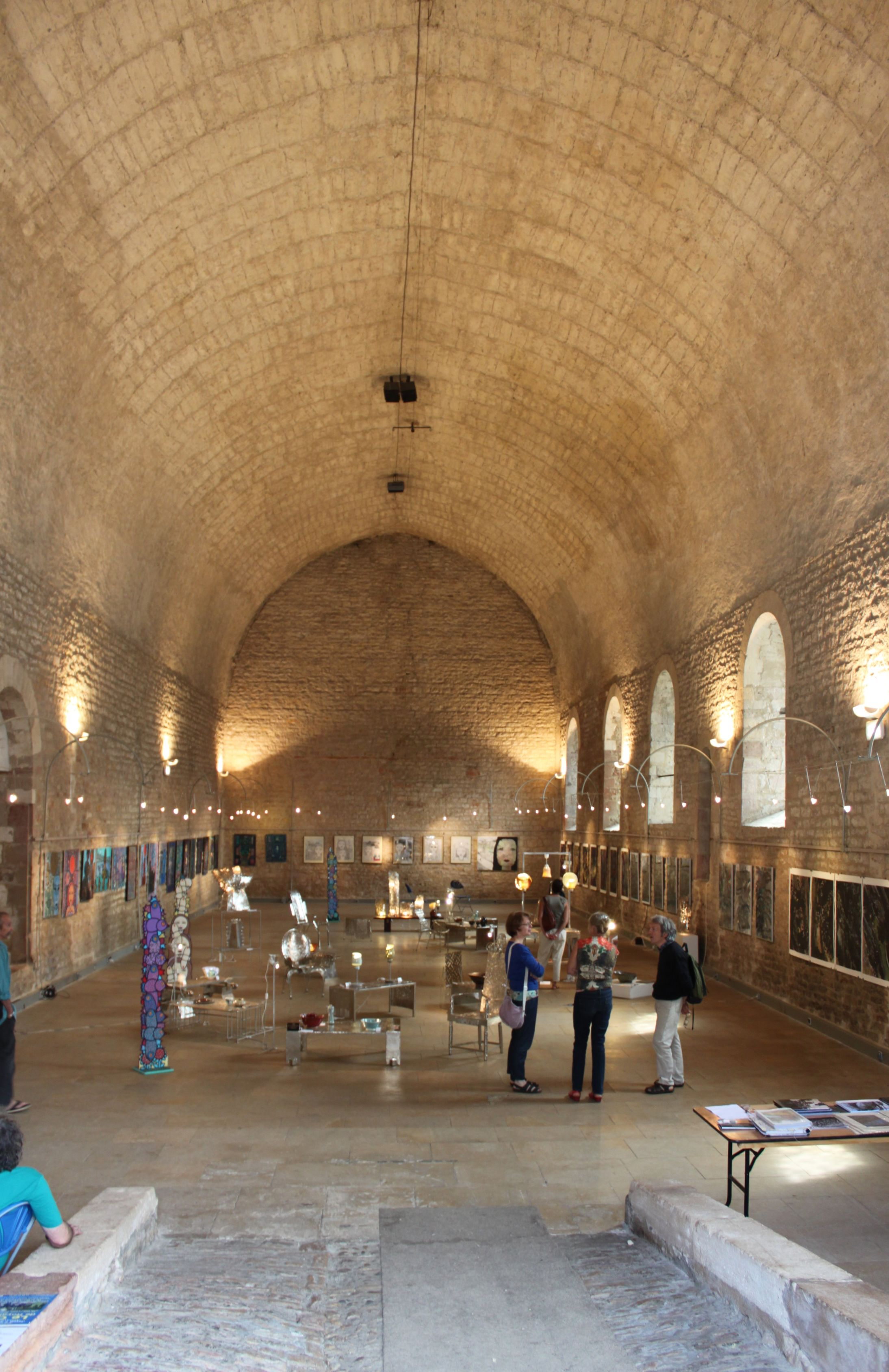

La antenave o nártex está construida al oeste de la nave. Es un edificio más estrecho y ligeramente más elevado que la nave.
En el exterior hay una mampostería de pequeño aparejo ocre con inserción, de manera relativamente irregular, de hileras de aparejo blanco medio («cadenas» de grandes bloques paralelepipédicos de caliza pisolítica de laguna). Las «fachadas» se componen de un complejo conjunto de lesenas y frisos de arcos (bandas lombardas) jugando con las aberturas. Se pueden observar irregularidades inexplicables en esta composición y, en particular, en la relación entre la composición mural y los huecos. Solo las fachadas oeste y norte, que dan a la plaza, pueden verse en su conjunto. La fachada sur está parcialmente enmascarada por dos locales que la flanquean, el actual vestíbulo y la antigua sala de calefacción, hoy museo lapidario.
El alzado de la antenave incluye una planta baja, que actualmente sirve como zona de acogida, abierta libremente a la nave y al santuario. Arriba hay una sala del mismo tamaño, actualmente llamada capilla de San Miguel. Sobresaliendo esta capilla en los ángulos suroeste y noroeste, hay dos torres, una de las cuales, la del norte, fue levantada en el siglo XII con la adición de un campanario.
La planta baja de la antenave es una sala rectangular subdividida en tres naves de tres tramos cada una. Esta sala está tenuemente iluminada y tiene 7 puertas, dos de las cuales ahora están tapiadas. La gran puerta occidental, en el centro de la fachada, es una reconstrucción del siglo XIX. El suelo es un pavimento de piedra con numerosas losas funerarias que datan de los siglos  XII al XVIII. Cuatro de ellas, además, son de forma circular y dos son ovaladas.
Los soportes de la bóveda de piedra son, como en la nave, columnas redondas y medias columnas adosadas en los muros circundantes. Todo está construido en pequeños mapuestos, incluidos los arcos, donde la elección de materiales planos y calibrados en color rosa parece querer imitar el ladrillo. Los pilares no tienen zócalo, hundiéndose directamente en el pavimento de piedra actual, pero parece que el terreno primitivo fue nivelado en el siglo XVIII por un terraplén, a unos 55–60 cm por encima del nivel primitivo. Por lo tanto, los zócalos quedarían enterrados en el suelo actual y la impresión se distorsionaría, siendo la sala originalmente más alta. Los pilares terminan en la parte superior con simples impostas de doble resalto. Todos los arcos son de medio punto.
Debido a la presencia de un piso, todas las bóvedas de esta planta baja culminan prácticamente a la misma altura. En las naves laterales hay bóvedas de cañón transversales mientras que la nave central está abovedada con aristas. Por tanto, el sistema de bóvedas se invierte con respecto a la nave, descrito anteriormente. El contrafuerte occidental lo proporciona el peso del piso, sin contrafuerte. Los contrafuertes norte y sur serían innecesarios, ya que las bóvedas de cañón transversales no crecen en estas direcciones. Hacia el este, un macizo engrosado y el peso de los muros juegan el mismo papel.
La sutura con la nave es enigmática. En el centro hay una gran puerta, construida íntegramente en un aparejo blanco medio, cuyas hojas de madera han desaparecido, pero cuyas bisagras permanecen. A los lados, dos pasajes ampliamente abiertos, sin embargo, no conservan ningún rastro evidente de un sistema de cierre. Nótese también que los pilas encastradas en este muro lo atraviesan y sobresalen en la parte posterior de la nave. Las pinturas permanecen en las bóvedas, todas posteriores a la construcción.

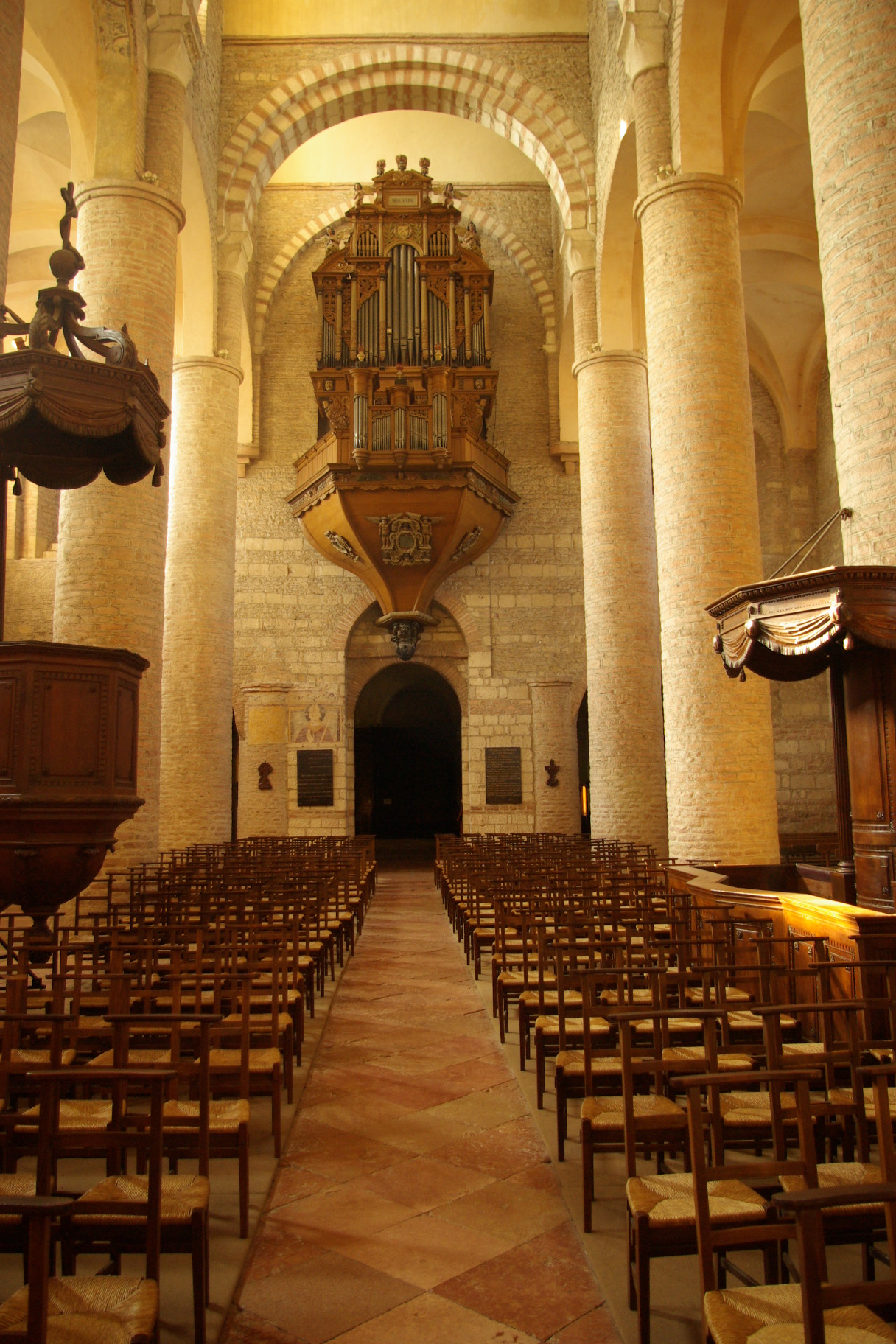
Órgano

Esta planta baja es un pastiche, es decir una copia, a escala reducida (aproximadamente 1:5), de la famosa Basílica de Majencio construida en Roma hacia 310-320. La réplica es exacta en cuanto a proporciones, tanto en planta como en alzado, salvo en la altura de las naves laterales. Esta última, de hecho, tuvo que ser llevada casi a la altura de la nave central, para recibir el suelo de la segundo planta. Por otro lado, hay una transposición completa en cuanto a los materiales, ya que la basílica de Majencio fue realizada en hormigón revestido de ladrillo y recubierto con un inmenso opus sectile de mármol, todos los materiales sustituidos en Tournus por la única piedra caliza revestida con la cal y recubierto con lechada de cal. El sistema de bóvedas (descrito anteriormente) también se toma de la Basílica de Majencio, así como el contrafuerte por torres en el lado oeste. Muchas veces copiada hasta nuestros días, sin embargo, la basílica de Majencio nunca lo ha sido tan literalmente como en Tournus. La presencia en Tournus de una réplica de la basílica de Majencio y Constantino se explica con toda probabilidad por la creencia, entonces bien establecida, de que la visión celestial que se le apareció al ejército de Constantino, seguida de un sueño nocturno de este último, había tenido lugar en 312 alrededor de Chalon-sur-Saône, cuando Constantino descendía sobre Roma para luchar contra su rival. Este punto de inflexión decisivo en la historia del cristianismo, ocurrido en Chalon, realzó a los primeros evangelizadores de esta región, san Marcel. y san Valeriano, que fueron particularmente brillantes.
El primer piso, llamado capilla de Saint-Michel, está sobre la sala de la planta baja. Está en gran parte iluminada por una serie de aspilleras de amplio abanico interior, luego, en los muros de la nave central, por grandes ventanales semicirculares. Aquí se encuentra el mismo sistema de pilares y semipilares redondos que en la nave y en la sala inferior, excepto en las cuatro esquinas. La nave central, más alta que la planta baja (12.35 contra 7.3), está abovedada en cañón de medio punto, mientras que las naves laterales están parcialmente abovedadas en semibóvedas de cañón. El tramo occidental, dominado por las torres, solo está abovedada en la nave central.
El muro este de la capilla de Saint-Michel es complejo. En el centro, un moderno tabique de madera da acceso al órgano. En su emplazamiento existió un ábside en voladizo sobre la nave, del que sólo queda la consola: se reutilizó para sostener la caja del órgano del siglo XVII y está completamente repleto con ella. Este notable órgano de 32 registros que data de 1629 y se debe a Jehan Deherville y Gaspard Symon es el más antiguo de la diócesis de Autun. Este ábside está enmarcado por un arco triunfal (conocido como el «arco de Gerlannus») que parece añadido, ya que no soporta nada, y que incluye elementos esculpidos: dos columnas con basas y capiteles y, arriba, una placa con una inscripción. A ambos lados de este arco se abren dos huecos geminados de arco de medio punto con pequeñas columnas, lo que permite una vista a la nave como desde una tribuna. En las esquinas de esta fachada oriental de la capilla se encuentran las puertas de acceso originales. Para alcanzar lo antes posible las naves laterales de la nave, que es más ancha, las embocaduras de estas puertas cortan incluso el extremo de los muros laterales. Sobre el arco triunfal  hay una galería de madera de dos pisos, con puertas que dan acceso al órgano y al desván de la nave.
A pesar de su aspecto actual, desafectada y despojada, la capilla de Saint-Michel está construida de una manera muy sabia. Hay un uso refinado de los voladizos: para evitar que se derramen en la planta baja, los cuatro pilares redondos no se superponen exactamente a los de abajo; las bóvedas descansan sobre cornisas de modillones, rediciendo así un poco su luz; e incluso el arco de Gerlannus descansa parcialmente sobre las bóvedas de la planta baja en lugar de superponerse al muro de separación nave-antenave. Además, la bóveda de cañón de la nave alta no parece haber sido planificada en la salida, ya que no se ha colocado ningún contrafuerte, en el exterior, para luchar contra el empuje de una bóveda. Este problema se resolvió instalando tirantes de roble conectados a anclajes metálicos. En el tramo occidental, el peso de las torres era suficiente para sustituir la acción de los tirantes. Aunque las medias bóvedas de cañón contrarrestan demasiado abajo los empujes oblicuos de la bóveda de cañón central y que se habían dispuesto audazmente grandes aberturas en los muros de soporte de la bóveda de cañón, la construcción de la capilla resultó, gracias en particular a los tirantes, de extraordinaria estabilidad hasta hoy. No hay carpintería de madera: la cubierta se coloca directamente sobre las semibóvedas de cañón de las naves laterales, así como sobre la bóveda de cañón central. Sin relación arquitectónica con la basílica de Majencio, la capilla de Saint-Michel podría, por otro lado, por suposición, evocar a la abacial de Noirmoutier, donde se encuentra la tumba de san Filiberto, que murió allí en 685.
En la parte superior de las dos torres había dos "salas altas" abovedadas y muy iluminadas por no menos de diez huecos cada una (tres en cada lado grande y dos en los otros). La bóveda de la sal alta de la torre sur se derrumbó a raíz de las exacciones de los protestantes en 1562. Descansaba, como las de la capilla de Saint-Michel, sobre una cornisa saliente, todavía visible. Se especula sobre si estas salas altas, accesibles por escaleras de madera, podrían haber sido originalmente capillas dedicadas a los arcángeles, como las de Cluny III.
En el siglo XII, la torre norte fue recrecida por la construcción del «campanario rosa». De planta cuadrada, este campanario, insertado en una torre de planta oblonga, está, en el lado este, en voladizo sobre un arco. Un vestigio de la antigua torre continúa cubriendo el espacio restante. El color rosa del campanario de la fachada proviene del material utilizado para sus fachadas, el mármol de Préty. El primer piso se compone a cada lado de dos tramos gemelos coronados por arquivoltas y enmarcados por pilastras. La planta superior retoma el ritmo ternario del campanario del coro. Ricamente adornada con pilastras, modillones y pequeñas columnas, también incluye cariátides de esquina y dos "estatuas-columnas". Estas esculturas tienen un cuerpo muy alargado, porque están llamadas para ser vistas desde un ángulo bajo fuerte.
Las dos estatuas-columnas que forman un parteluz entre los huecos representan a los dos santos honrados en Tournus. Las estatuas originales se han eliminado debido a su estado y se pueden admirar de cerca en la sala de calefacción. Al norte, san Filiberto es reconocible por el bastón de su abadía, que sostiene en su mano derecha. El rostro es austero y demacrado, los ojos perforados con un trépano. Al sur se encuentra san Valeriano, reconocible por la palma del martirio. El rostro de Valeriano parece tomar prestado del de la famosa estatua ecuestre de bronce de Marco Aurelio, que en la Edad Media se creía que era de Constantino. Téngase en cuenta que los dos santos están representados uno al lado del otro y en pie de igualdad. San Filiberto está lógicamente situado en el norte, mientras que Valeriano, que llegó desde Lyon, está en el sur. Nótese también la ausencia iconográfica de San Ardain, antiguo abad del monasterio, constructor en el siglo XI de una parte de la abacial.
Clasificado como Monumento Histórico desde 1844, el edificio ha sido objeto de incesantes campañas de restauración: Questel (1845-1850), Ventre (1908-1915). Este último tuvo la idea de quitar los revocos que protegían todas las superficies y también quitar los últimos tirantes de madera (vigas) que, en la nave, rigidizaban las grandes arcadas así como los arcos fajones de las naves laterales, después de la construcción.
A finales de 2014, se creó una asociación para solicitar una clasificación en el Patrimonio Mundial.

## Lista de los abades de San Filiberto de Tournus
- 875-886: Geilon o Gilon de Tournus, fue igualmente obispo de Langres
- 886-893: Blitgaire
- 893-899: Gautier
- 899-915: Hervé I
- 915-924: Guicherand
- 924-941: Hervé II
- 941-948: Aymon
- 948-970: Hervé III
- 970-981: Etienne I
- 981-1007: Eudes
- 1007-1019: Guagon
- 1019-1028: Bernaire
- 1028-1056: saint Ardain
- 1056-1064: Guillaume I
- 1064-1066: Gérard I
- 1066-1108: Pierre I
- 1108-1114: Guillaume II
- 1114-1125: Francon de Rouzay
- 1125-1132: Théodrad
- 1132-1171: Pierre II Hugon de Bellefort
- 1171-1179: Letbald
- 1179-1197: Gérard II
- 1197-1200: Josserand
- 1200-1202: Bernard I
- 1202-1207: Etienne II
- 1207-1211: Pons
- 1211-1217: Pierre III
- 1217-1223: Guichard I
- 1223-1250: Bérard
- 1250-1260: Renaud
- 1260-1271: Hugues I
- 1271-1287: Jean I de Montbelet
- 1287-1306: Jean II de Lugny
- 1306-1312: Henri de Sénecey
- 1312-1327: Nicolas
- 1327-1330: Gérard III d’Archies
- 1330-1343: Thibaud
- 1343-1344: Gérard IV
- 1344-1351: Archambaud
- 1351-1364: Pierre IV de Cros
- 1364-1369: Hugues II de Chiverey
- 1369-1373: Jean III Lefebvre
- 1373-1375: Bernard II de La Tour d’Auvergne
- 1375-1377: Pierre V de Cros
- 1377-1379: Bertrand Robert
- 1379-1413: Amédée de Courgenon
- 1413-1427: Louis I de La Palud de Varambon
- 1427-1431: cardinal Louis II de La Palud de Varambon
- 1431-1471: Hugues III de Fitigny
- 1471-1498: Jean IV de Toulongeon
- 1498-1530: Robert I de Lenoncourt
- 1530-1537: Robert II, cardenal de Lenoncourt
- 1537-1547: François I, cardenal de Tournon
- 1547-1553: Jacques de Tournon
- 1553-1574: Louis III de Lorraine, cardenal de Guisa
- 1574-1630: François II, cardenal de La Rochefoucauld
- 1630-1646: Charles de Rochechouart de Champdeniers
- 1646-1660: Louis IV de Rochechouart de Champdeniers
- 1660-1715: cardenal Emmanuel-Théodose de La Tour d’Auvergne de Bouillon
- 1715-1743: André Hercule de Fleury
- 1743-1745: Vacante
- 1745-1779: Jean V Gilles du Coëtlosquet des Isles
- 1779-1785: Vacante